# 横浜市営地下鉄
横浜市営地下鉄（よこはましえいちかてつ、英語: Yokohama Municipal Subway）は、横浜市交通局高速鉄道本部が運営する地下鉄である。正式名称は横浜市高速鉄道という。
営業路線は53.4 kmで、2路線40駅を有する。横浜市およびその周辺を事業区域とし、横浜市内11区以外にも他社線との接続のために神奈川県藤沢市（湘南台駅）に駅を設置しているほか、川崎市麻生区（新百合ヶ丘駅）への延伸計画がある。

## 歴史

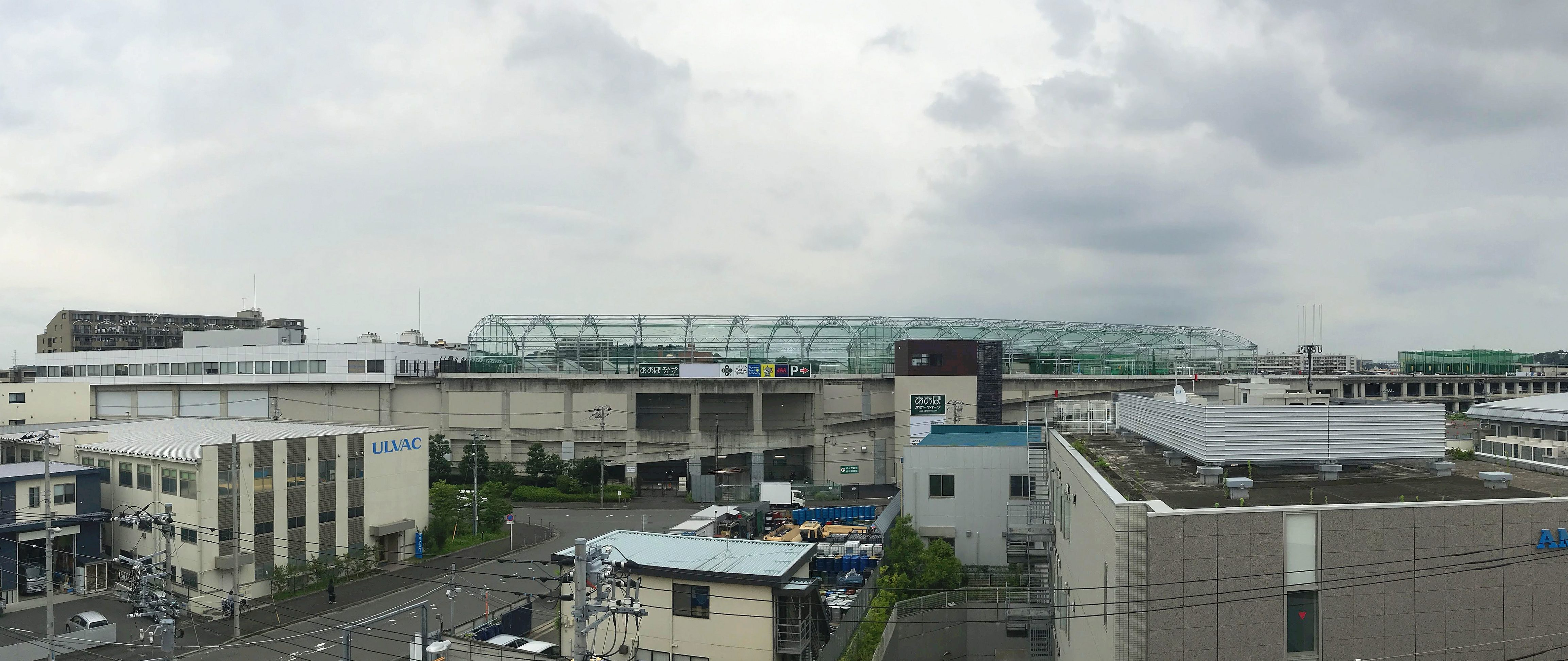
ブルーライン・グリーンラインの総合指令所が置かれているブルーラインの新羽車両基地

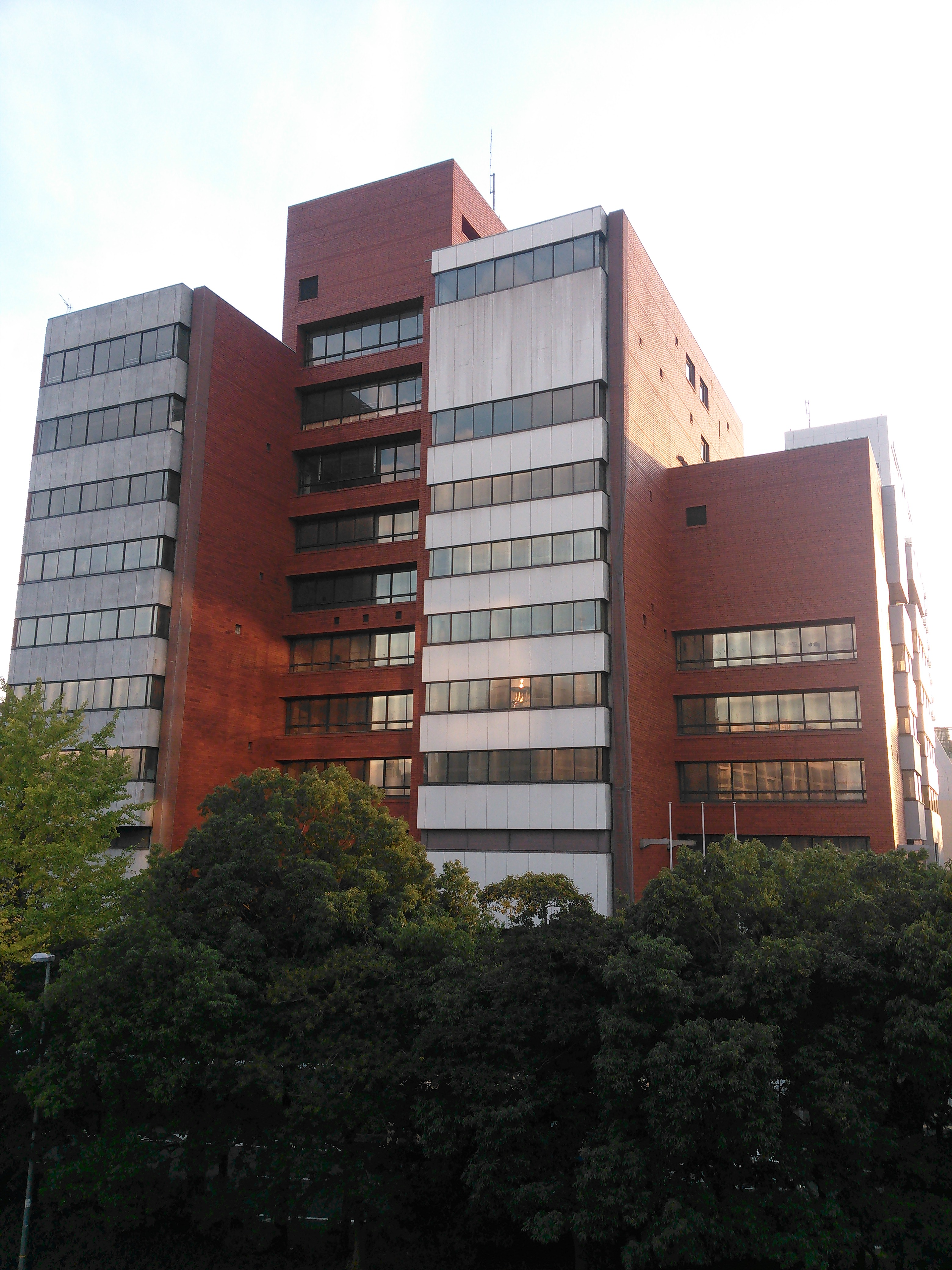
かつて万代町運輸指令所・万代町変電所がおかれていた横浜市教育文化センター

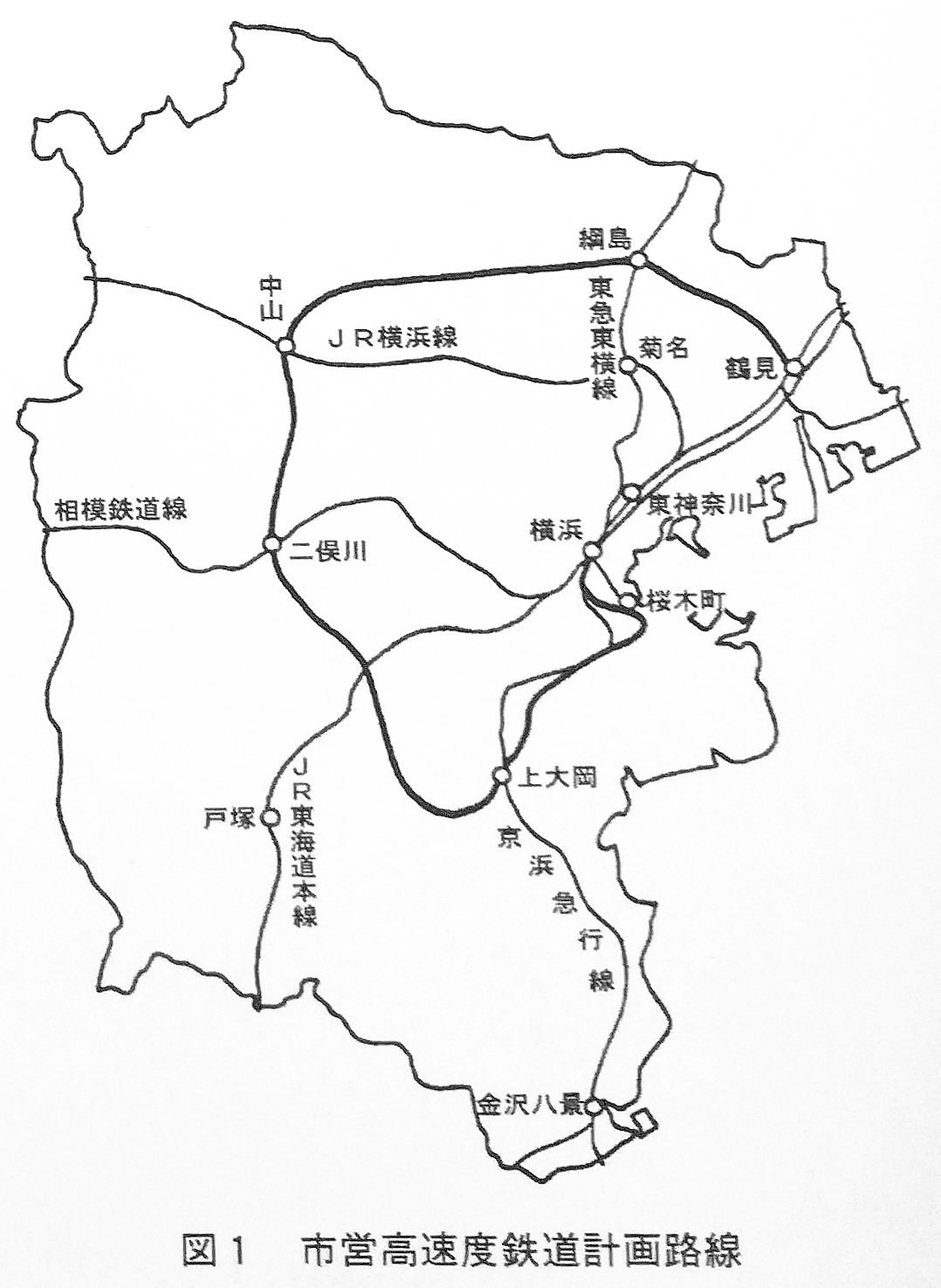
「横浜国際港都建設総合基幹計画」で提案された市営高速鉄道の新線建設計画（1957年）

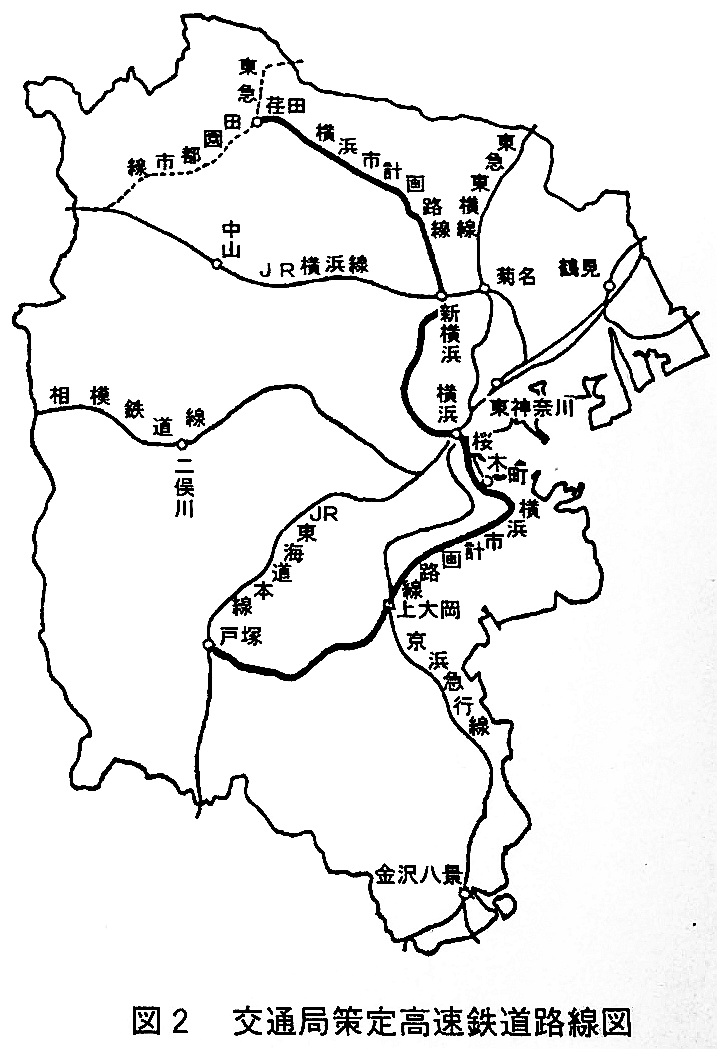
横浜市交通局運輸調査室による高速鉄道計画（1963年）

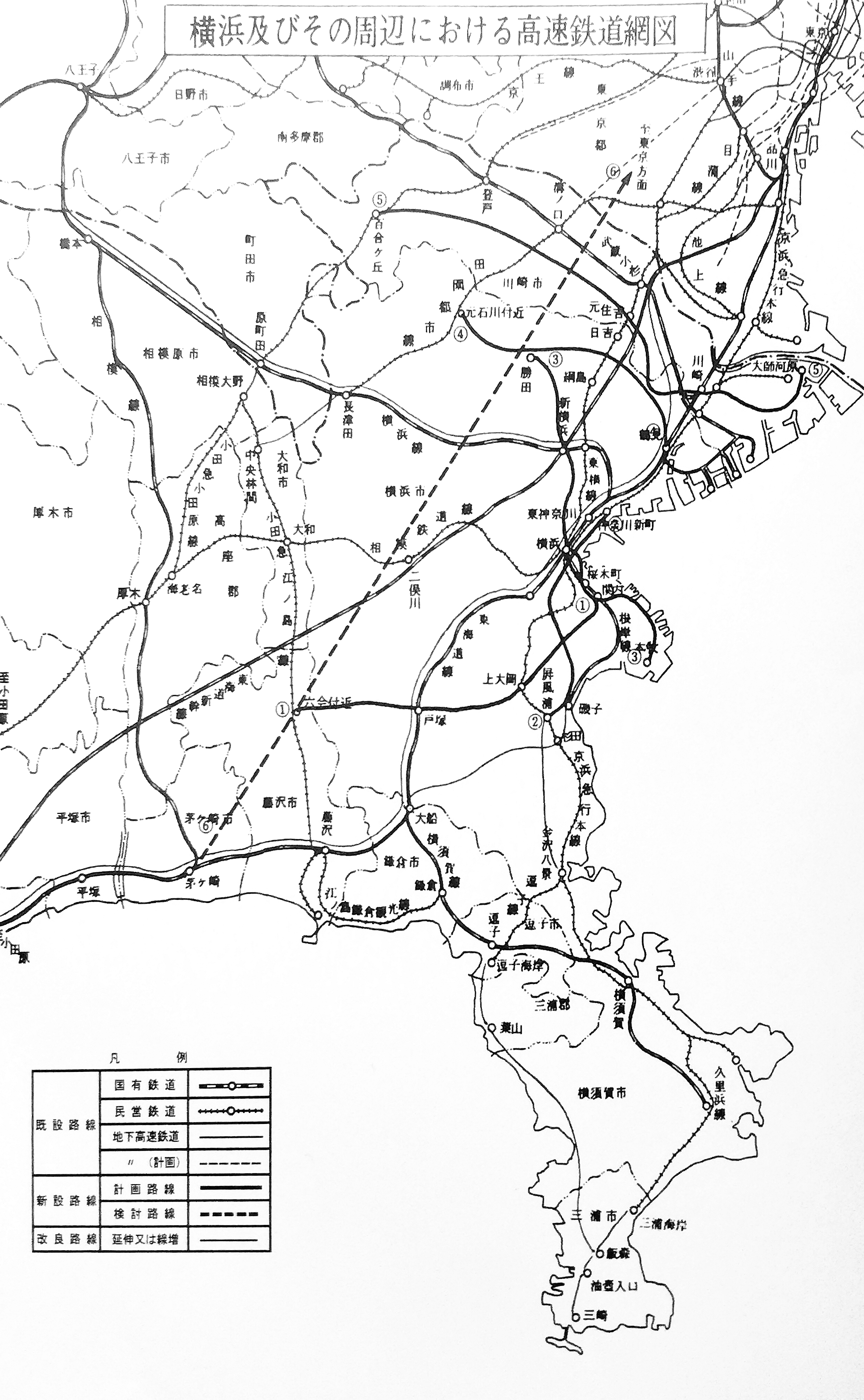
都市交通審議会答申第9号の「横浜及びその周辺における高速鉄道網図」（1965年7月）

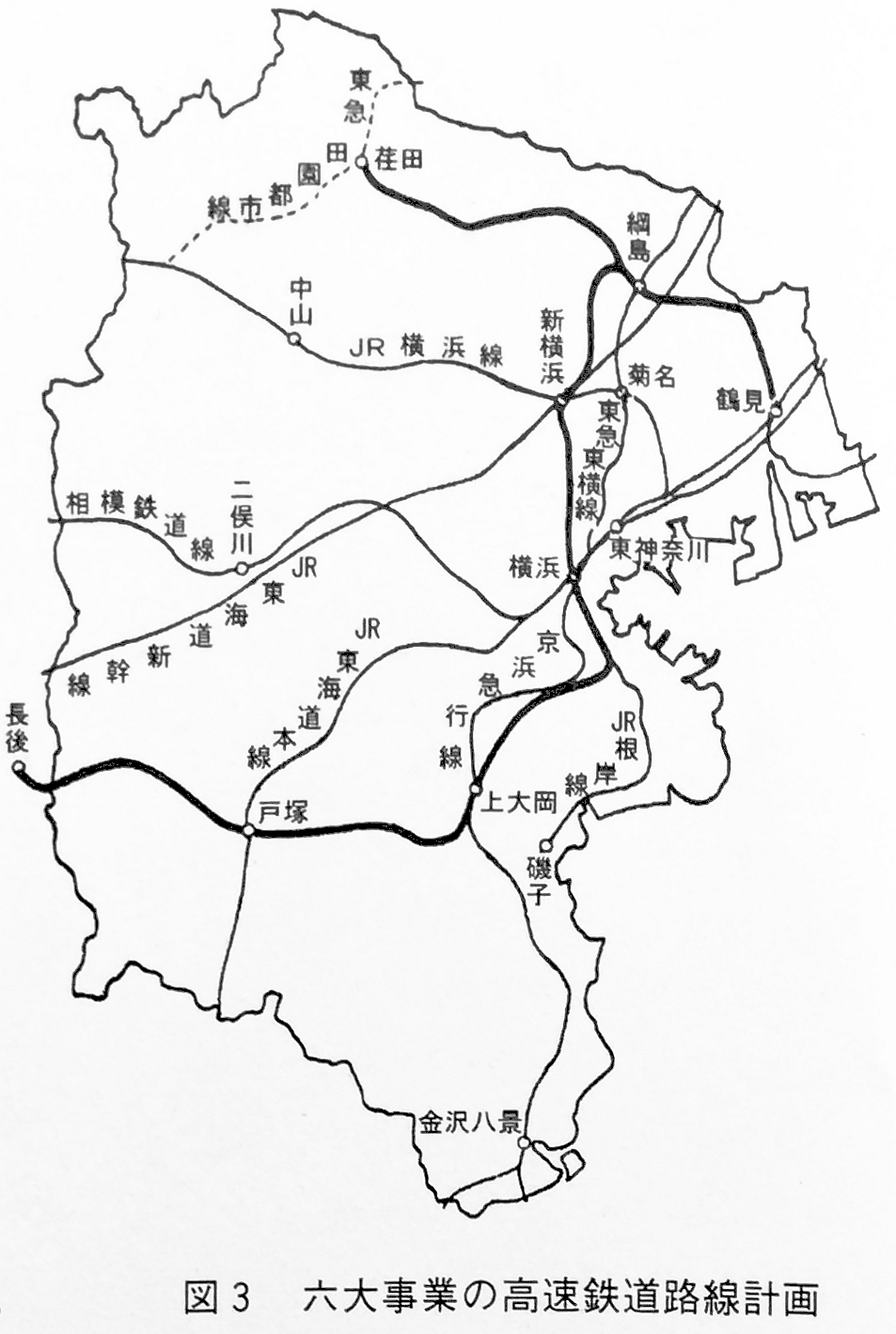
横浜市六大事業構想で公表された高速鉄道路線計画（1965年10月）

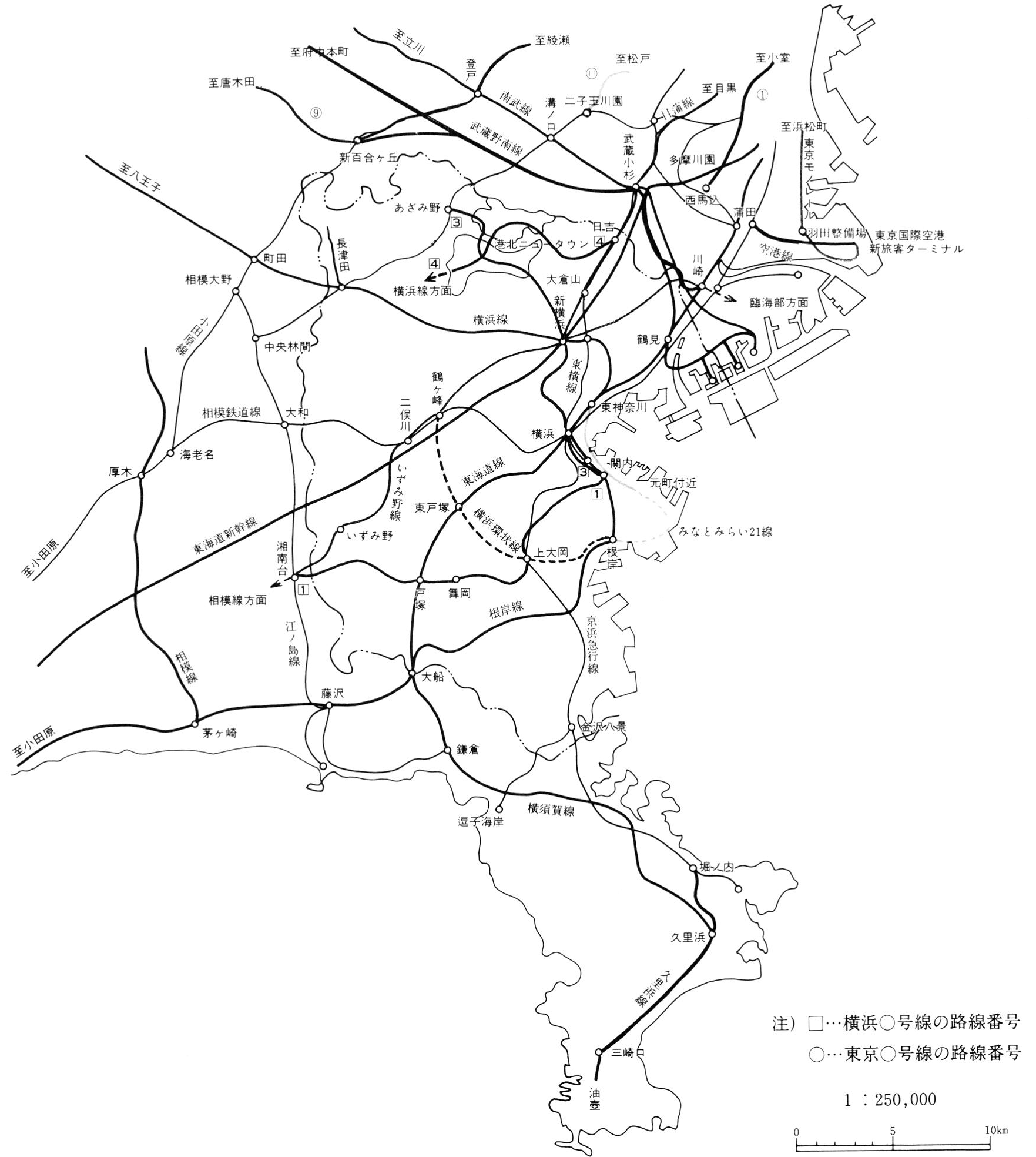
運輸政策審議会答申第7号の「東京圏高速鉄道網図（横浜・川崎周辺）」（1985年）

- 1950年（昭和25年）10月21日 - 太平洋戦争後の地域復興政策として、横浜国際港都建設法が公布される。
- 1952年（昭和27年）10月1日 - 地方公営企業法が施行され、交通局と横浜市水道局が地方公営企業として独立。
- 1957年（昭和32年） - 横浜国際港都建設法を受けて、横浜市が「横浜国際港都建設総合基幹計画」を策定。
交通網整備拡充計画の一つとして「市営高速鉄道の新線計画」[注釈 1]・横浜市営トロリーバスの新設が提案されたが、横浜市営トロリーバスと横浜市営バスのバス網の拡充が優先して進められた。
- 1959年（昭和34年）9月12日 - 交通局が滝頭町（現 横浜市営バス滝頭営業所）から、横浜市庁舎（港町一丁目1番地）に移転。
- 1960年（昭和35年）3月1日 - 交通局に運輸調査室が設置され、高速度大量輸送機関の検討が始まった。
- 1962年（昭和37年）1月25日 - 横浜市の諮問機関として、横浜市高速度鉄道計画研究調査会が設置された。
建設費は安いが幅員22 m（4車線）以上の道路上に設置する必要がある中量輸送機関のモノレールと、軟弱な地盤での建設に不安がある大量輸送機関の地下鉄の2つが検討され、バスよりも輸送力が低く道路混雑の原因になりやすい横浜市電を廃止し、地下鉄を建設すべきという答申が出された。
- 1963年（昭和38年）
  - 3月 - 運輸調査室が中心となり、市電を廃止して地下高速鉄道を整備すべきとの報告をまとめた。
このときに提案された経路は、現在の横浜市営地下鉄ブルーライン戸塚駅-あざみ野駅とほぼ同じルート[注釈 2]であった。
- 1965年（昭和40年）
  - 6月11日 - 運輸省都市交通審議会が横浜部会を設置し、横浜市全体の鉄道整備計画について検討を開始。
  - 7月15日 - 都市交通審議会が、都市交通審議会答申第9号を発表。
前年の横浜市運輸調査室の報告を基に、横浜市電の主要な路線を取りこみ、1号線[注釈 3]・2号線[注釈 4]・3号線[注釈 5]・4号線[注釈 6]の4路線（合計64.5 km）が提案された。
  - 10月15日 - 横浜市電を原因とする巨額の累積赤字により、自治省が交通局を財政再建団体に指定する。
- 1966年（昭和40年）
  - 10月11日 - 横浜市議会で、横浜市条例 昭和41年第65号「横浜市交通事業の設置等に関する条例」が成立し、4路線[注釈 7]の建設を決定。
  - 10月28日 - 交通局が、平和ビル（中区本町3丁目31番地）に移転。
- 1967年（昭和41年）1月 - 第一次財政再建計画「再建整備5か年計画」を策定し、交通局の財政再建に乗り出す。
内容は、市電を縮小・廃止し、市営バス・市営地下鉄に置き換えるというものであった。
- 1967年（昭和42年）3月7日 -2号線 北幸町（横浜駅）-山下町（横浜マリンタワー付近）、3号線 上大岡駅-港町（現 JR関内駅）の鉄道事業免許を取得。
- 1968年（昭和43年）10月1日 - 横浜市立桜岡小学校前広場にて、1号線の起工式を挙行[3]。
- 1970年（昭和45年）7月1日 - 集中豪雨により大岡川があふれ、逆流した下水により建設中の上大岡駅-吉野町駅のうち約3 kmが水没[4]。約50万トンの水・土砂が流れ込み、復旧に約2か月を要した。
- 1971年（昭和46年）3月30日 - 横浜市営地下鉄のシンボルマークを制定。
- 1972年（昭和47年）
  - 3月31日 - 「再建整備5か年計画」に伴い、横浜市電・横浜市営トロリーバスを廃止[5][6]。
  - 9月16日 - 昭和47年台風第20号の集中豪雨による下水マンホールの破損で、完成間近の伊勢佐木長者町駅のプラットフォームが水没。
1番出口付近の下水マンホールが破損し、約2万立方メートルの水・土砂が流れ込んだ。この復旧のため、地下鉄の開業時期を1か月延期することになった[7]。
  - 10月25日 - 横浜市交通局が、横浜市庁舎（関内中央ビル）に移転。
  - 12月16日 - 1号線の伊勢佐木長者町駅-上大岡駅が開業（第1期開業）[8]
伊勢佐木長者町駅の浸水事故で開業が1か月遅れたものの、日本の鉄道開業100周年には間に合った。
- 1973年（昭和48年）
  - 3月 - 列車集中制御装置の使用を開始[9]。
伊勢佐木長者町駅の浸水事故で破損した機器の再製作に約2か月、調整に約1か月を要したため、第1期開業から3か月遅れで導入。
  - 9月6日 - 3号線の一部区間を尾上町（現 横浜市営地下鉄関内駅）-山下町[注釈 8]に変更し、鉄道事業免許を取得。
  - 港湾業界から地下鉄工事による国道133号線の交通渋滞悪化の懸念から、う回路になる首都高速神奈川1号横羽線の山下町方面への延伸完了まで建設を遅らせるように要請があり、これにより運輸大臣の工事施工認可が留保されたため、首都高速神奈川1号横羽線の延伸後の着手に合意[10]。
- 1975年（昭和50年）
  - 5月20日 - 運転指令所を伊勢佐木長者町駅の信号扱所に設置した仮指令所から、横浜市教育文化センター10階の万代町運転指令所に移設。電力指令所を横浜市電千歳橋変電所跡地に設置した仮制御所から横浜市教育文化センター11階に移設。
  - 8月18日 - 地下鉄3号線建設問題調査委員会が、第3期に建設予定の横浜駅-新横浜駅の経路を、横浜駅-三ッ沢下町駅-三ッ沢上町駅-片倉町駅-三枚町（岸根公園西側）-新横浜駅にする答申を提出。
この経路は、横浜市営トロリーバスとおおむね同じである。
- 1976年（昭和51年）
  - 9月4日 - 1号線の伊勢佐木長者町駅-関内駅・上永谷駅-上大岡駅と、3号線の関内駅-横浜駅が開業。1号線と3号線で相互直通運転を開始（第2期開業）。
- 1977年（昭和52年）6月 - 上永谷車両基地が運用開始[11]。
- 1978年（昭和53年）
  - 6月30日 - 「横浜市交通事業の設置等に関する条例」を改定し、3号線の終点を元石川町（現 あざみ野）に、4号線の起点を湘南台駅に変更。
  - 7月1日 - 盲導犬の車内持ち込みを全面許可[12]。
- 1979年（昭和54年）1月19日 - 横浜駅-新横浜駅の事業免許を取得し、地下鉄3号線建設問題調査委員会の答申により現在の経路に確定。
- 1981年（昭和56年）12月20日 - 横浜市が、横浜市総合計画「よこはま21世紀プラン」を公表。
「みなとみらい21線」（現在の横浜高速鉄道みなとみらい線）の構想を発表。2号線の尾上町-山下町のルートと同一ルート（現 横浜高速鉄道みなとみらい線日本大通り駅-元町・中華街駅）を通るため、協議を開始。1号線の湘南台駅への延伸、3号線のあざみ野駅への延伸、4号線の日吉駅-港北ニュータウンの建設が提案された。
- 1985年（昭和60年）
  - 3月14日 - 1号線の上永谷駅-舞岡駅と、3号線の横浜駅-新横浜駅が開業（第3期開業）。列車運行管理システムの運用を開始[9]。
  - 7月11日 - 運輸省運輸政策審議会が運輸政策審議会答申第7号を発表。
その中で、みなとみらい21線の建設が提案されたため、ルート調整のために2号線の建設を延期。
- 1987年（昭和62年）
  - 2月28日 - 新横浜駅 - あざみ野間起工式。
  - 5月24日 - 1号線の戸塚駅（暫定開業）-舞岡駅が開業（第4期開業）[13]。

ただし戸塚駅については、国鉄に委託した国鉄戸塚駅直下部分の工事が難航し、開業時にはホーム有効長が4両分（戸塚駅東口広場とラピス戸塚2の直下）しか確保できなかったため、6両編成のうち横浜駅側の2両をドアカットして対応[14]。
- 1988年（昭和63年）10月3日 - 横浜市議会の全員協議会で、3号線 尾上町-山下町の建設を断念することを決定[15]。
- 1989年（平成元年）8月27日 - 国鉄戸塚駅直下部分が完成し、戸塚駅が本開業（第5期開業）。
横浜市制100周年・横浜博覧会の会期中に間に合わせるべく、急ピッチで工事が行われた[16]。
- 1990年（平成2年）4月19日 - 2号線の関内-山下町の鉄道事業免許の廃止を申請し、建設を中止。
これにより、同日付で横浜高速鉄道にみなとみらい21線の鉄道事業免許が発行された。
- 1993年（平成5年）3月18日 - 3号線の新横浜駅-あざみ野駅が開業（第6期開業）。
- 1994年（平成6年）5月10日 - 横浜市が、横浜市総合計画「ゆめはま2010プラン」を公表。
1号線のあざみ野以北への延伸と、4号線のJR鶴見駅-東急東横線日吉駅-港北ニュータウン-JR中山駅-相模鉄道二俣川駅・鶴ヶ峰駅-JR東戸塚駅-上大岡駅-JR根岸駅-元町・中華街駅の建設が提案された。
- 1996年（平成8年）2月17日 - 新羽車両基地が運用開始。
- 1997年（平成9年）5月23日 - 4号線の日吉駅-中山駅（13.0 km）の鉄道事業免許を取得。
- 1998年（平成10年）10月10日 - 横浜市営交通イメージキャラクター「はまりん」が誕生。
デザインは広告代理店によるもので交通局職員の投票で決定し、名前は一般公募で決定[17]。
- 1999年（平成11年）8月29日 - 1号線の戸塚駅-湘南台駅が開業（第7期開業）[18]。「新横浜北駅」を「北新横浜駅」に駅名変更。
- 2000年（平成12年）1月27日 - 運輸政策審議会が運輸政策審議会答申第18号を発表。
3号線のあざみ野駅-すすき野-新百合ヶ丘駅、4号線の元町・中華街駅-根岸駅-上大岡駅-東戸塚駅-二俣川駅-中山駅と日吉駅-鶴見駅の建設推進が提案された。
- 2001年（平成13年）1月30日 - センター南駅コンコースにて、4号線の日吉駅-中山駅の起工式を挙行。
- 2002年（平成14年）5月6日 - 新羽車両基地に総合指令所を設置。
- 2003年（平成15年）12月 - 全席優先席を導入。すべての人が席を譲りあえる環境をつくることを目的とする。
- 2004年（平成16年）12月1日 - 駅の業務委託を開始し、横浜市交通局協力会・京王設備サービスに委託[広報 1][広報 2]。
- 2005年（平成17年）12月26日 - 1・3号線と4号線の愛称の一般公募を開始[広報 3]* 2006年（平成18年）6月15日 - 路線の愛称を、1・3号線は「ブルーライン」、4号線は「グリーンライン」に決定し、発表[広報 4]。
- 2007年（平成19年）
  - 3月18日 - 交通系ICカードPASMOの利用を開始[19]。
  - 9月15日 - ブルーラインの全駅でホームドアを使用開始。
  - 12月15日 - ワンマン運転を開始[広報 5]。
- 2008年（平成20年）3月30日 - 4号線の日吉駅-中山駅が開業。
- 2012年（平成24年）8月 - 導入して8年経過した全席優先席制度の浸透・効果がかんばしくないため、各車両に「最優先席」を新設。名称を「ゆずりあいシート」とする[報道 2]。
- 2024年（令和6年）12月4日 - クレジットカードによるタッチ決済の実証実験を全駅で開始[20]。

## 路線
| 色             | 路線番号                        | 路線記号 | 路線名         | 区間                                                                 |
| 営業路線       | 営業路線                        | 営業路線 | 営業路線       | 営業路線                                                             |
| -------------- | ------------------------------- | -------- | -------------- | -------------------------------------------------------------------- |
|                | 1号線                           | B        | ブルーライン   | 湘南台駅 (B01) - 関内駅 (B17)                                        |
| 3号線          | 関内駅 (B17) - あざみ野駅 (B32) | B        | ブルーライン   |                                                                      |
|                | 4号線                           | G        | グリーンライン | 日吉駅 (G10) - 中山駅 (G01)                                          |
| 計画事業中路線 |                                 |          |                |                                                                      |
|                | 3号線                           |          | ブルーライン   | あざみ野駅 - 新百合ヶ丘駅                                            |
|                | 4号線                           |          | グリーンライン | 中山駅 - 二俣川駅 - 東戸塚駅 - 上大岡駅 - 根岸駅方面 日吉駅 - 鶴見駅 |
| 計画廃止路線   |                                 |          |                |                                                                      |
|                | 2号線                           |          |                | 神奈川新町駅 - 屏風浦駅                                              |
|                | 3号線                           |          |                | 本牧駅 - 関内駅                                                      |

### 営業路線
横浜市営地下鉄の営業路線は、1号線、3号線および4号線である。
このうち1号線と3号線の、湘南台駅（藤沢市湘南台） - あざみ野駅（横浜市青葉区あざみ野）間は一体的に運行しており、ブルーラインという愛称で呼ばれる。
4号線の日吉駅（港北区日吉） - 中山駅（緑区中山）間は、グリーンラインという愛称で呼ばれる。
ブルーラインおよびグリーンラインの愛称は、グリーンラインが開業した2008年（平成20年）3月30日から正式に使用している。

#### ブルーライン
ブルーライン（1号線および3号線）は、湘南台駅 - あざみ野駅間、40.4 kmの一体の路線として運行している。この総延長距離40.4 kmは、地下鉄路線としては東京都交通局（都営地下鉄）大江戸線の40.7 kmに次いで日本第2位の長さである。さらに、あざみ野駅から小田急電鉄の新百合ヶ丘駅（川崎市麻生区）までの延伸構想が存在していたが、2030年の実現を目指す計画として横浜・川崎両市が2019年1月23日に正式に公表した。
ブルーラインでは、平日の始発から9時まで4号車を女性専用車両としている。女性専用車両は2003年（平成15年）3月24日から試行し、同年7月1日に本格導入した。横浜市営地下鉄の車両は、全席が優先席であったが、2013年4月1日より、全席優先席ではなくなったため、各車両に「ゆずりあいシート」を設けた。これに伴い、ゆずりあいシート付近では、電源の入った携帯電話の持ち込みを禁止し、それ以外の席は、他社と同じようにマナーモードに設定するように促している。車内では「携帯電話の電源OFF」放送も行っているが、アナウンスの回数は少なく、車内の掲示も以前より減っているため全く徹底されておらず、実際は非常に多くの乗客が電車内で携帯電話を使用していたことから、2011年（平成23年）7月より順次各車両に「携帯電話電源OFFエリア」を設け、そのエリア以外での通話を除く携帯電話の使用を正式に解禁することになった。
2009年（平成21年）に横浜港が開港150周年を迎えるのを記念して、2005年（平成17年）12月から一部の車両(3331F)の車体を港の情景を描いた絵画でラッピングして運行しており、乗客の目を引き付けていた。しかし、ラッピングの劣化等の理由で2015年（平成27年）7月7日に運転を終了した。運行期間中はラッピング車両の運行予定等の時刻表を、交通局公式サイトに掲載していた。
ブルーラインでは、ワンマン運転の実施に向けて、2007年（平成19年）1月20日からATO（自動列車運転装置）の運用を開始した。ブルーライン各駅ではホームへのホームドアの設置工事が進められ、2007年（平成19年）9月15日に全駅で稼動を開始した。当初はあざみ野駅から湘南台駅方面に向かって2月より順次運用を開始する予定であったが、4月開始に変更した。従来、ブルーラインでは始発と終車をのぞき発車ベルによる出発指示を実施しておらず、車掌が手笛を吹鳴してドアを閉めて発車していたが、ワンマン運転によって車掌が乗務しなくなることから、2007年（平成19年）11月27日より発車サイン音を導入し終日運用を開始した。方向別の区別を明確にするため、発車サイン音は行き先により異なっている。
ブルーラインにおけるワンマン運転は、開業35周年となる2007年（平成19年）12月15日より開始した。運転士は運転席のモニターで乗客の乗降を確認し、ドアを開閉する。ワンマン運転の実施により、車掌133人分の人件費である約9億円の費用が減り、ホームドアの維持管理費として年間1億円の費用が増えるため、差し引きで約8億円の経費削減になるとした。その一方で、ホームドアのために駅の壁面の広告が見えにくくなったため、広告契約を取りやめる広告主が相次ぎ、広告収入減少という新たな問題も生じることとなった。2015年（平成27年）7月18日には快速運転を開始した。

#### グリーンライン
グリーンライン（4号線）は、日吉駅 - 中山駅間、営業距離13.0 km（総延長距離13.1 km）で2008年（平成20年）3月30日に開業した。当初は2007年（平成19年）に開業する予定だったが、日吉駅-日吉本町駅の土地収用が難航し、土地収用の手続きを行ったため、開通を1年延期した。
グリーンラインについては開業時よりホームドアが稼動しており、ブルーラインとあわせて横浜市営地下鉄ではホームドアの設置率が100%となった。グリーンラインでは開業時からワンマン運転と発車サイン音を導入している。ホームドアの開閉音と発車サイン音は、ブルーラインと同じものを使用している。

### 計画事業中路線

#### ブルーライン
ブルーライン（3号線）はあざみ野駅から川崎市麻生区の新百合ヶ丘駅までの延伸を予定している。

#### グリーンライン
横浜市営地下鉄には、横浜環状鉄道の実現に向けた新規路線建設の計画があり、2008年（平成20年）に開業したグリーンライン（4号線）日吉駅 - 中山駅間は、横浜環状鉄道の一部として計画・建設したものである。横浜環状鉄道とは、鶴見駅から日吉駅、中山駅、二俣川駅、東戸塚駅、上大岡駅、根岸駅を経由し、元町・中華街駅へ至り、横浜駅へと接続するC字状の鉄道路線計画である。

### 計画廃止路線

#### 2号線
横浜市営地下鉄2号線の計画は、1966年（昭和41年）7月の都市交通審議会答申第9号が発端になっている。10月に可決された横浜市条例 昭和41年第65号「横浜市交通事業の設置等に関する条例」の中で4路線のうちの1つとして、2号線の建設が決定した。経路は、屏風浦駅-八幡橋（根岸駅付近）-横浜駅-神奈川新町駅の11.4kmである。並行する京急本線の混雑緩和を図るバイパス線として検討していたものの、後に京急が輸送力増強を行ったため建設の必要がなくなったことから、この計画は廃止され欠番になっている。

#### 3号線
横浜市営地下鉄3号線の計画は、1963年（昭和38年）3月に横浜市交通局運輸調査室が提出した報告書が発端になっている。その報告書の中で、現在のブルーラインの戸塚駅-あざみ野駅とほぼ同一経路の、戸塚駅-上大岡駅-横浜駅-新横浜駅-江田駅の32.0 kmが提案された。1966年（昭和41年）7月の都市交通審議会答申第9号の提案をもとにして、10月に可決された横浜市条例 昭和41年第65号「横浜市交通事業の設置等に関する条例」の中で4路線の中の一つとして、3号線の建設が決定した。経路は、本牧付近（三渓園）-本町（神奈川県庁前）-桜木町-横浜駅-勝田（港北ニュータウン）の19.2 kmである。
1967年（昭和42年）3月に、上大岡駅-港町（現 JR関内駅）・北幸町（横浜駅）-山下町（横浜マリンタワー付近）の鉄道事業免許を取得した。しかし神奈川県警察本部庁舎・横浜税関本関庁舎・神奈川県庁本庁舎の前を通る海岸通りの地盤が予想以上に悪かったため、1973年（昭和48年）9月に港町-山下町の区間を、国道133号（通称 コンテナ街道）の下を通る尾上町（現 横浜市営地下鉄関内駅）-山下町（現 元町・中華街駅）に変更した。建設大臣には尾上町-県庁・県庁-山下町の2区間に分割して工事施工認可申請を行い、1975年（昭和50年）5月・9月に認可を取得した。しかし9月と12月に横浜港湾労組協議会・横浜船主会などの港湾業界から、地下鉄建設工事で交通渋滞が一層激しくなり、港湾からの貨物輸送に大きな影響を受けることを懸念し、工事着手の延期を願う陳情書が提出された。そのため運輸大臣の建設認可が下りず、尾上町-山下町を建設することができなくなった。港湾業界との折衝の結果、工事着手は首都高速横羽線山下インターと山下長津田線の完成後とすることで合意した。なお横浜-尾上町については、1976年（昭和60年）9月に開業している。
その後、みなとみらい地区の開発がはじまり、輸送需要の増加が期待されたことから、1985年（昭和60年）7月に運輸政策審議会答申第7号で「みなとみらい21線」（東神奈川-みなとみらい21地区-元町付近-本牧町-根岸）が提案された。これにより1988年（昭和63年）に横浜市議会の全員協議会で、3号線 尾上町-山下町の建設計画を廃止すべきとの結論に至り、1990年（平成2年）4月に3号線の鉄道事業免許の廃止が許可され、同日付で横浜高速鉄道に鉄道事業免許が発行された。2004年（平成16年）2月に横浜高速鉄道みなとみらい線（開業区間・横浜駅 - 元町・中華街駅、計画区間・元町・中華街駅 - 根岸駅）が開業した。
なお第2期開業時に関内駅構内に3号線のためのホーム（1・3番線）を先行して設置しており、関内駅開業までに上永谷車両基地の完成が間に合わなかったことから関内仮検車場として使用していた。現在は1番線を撤去、3番線を回送列車の留置線として使用している。

### 駅番号
各駅には、駅番号を付している。これは、2002年（平成14年）に横浜市で決勝戦が行われた2002 FIFAワールドカップの開催と開業30周年に合わせて、横浜市営地下鉄が日本国内の普通鉄道で初めて導入したものである（路面電車では1984年（昭和59年）から長崎電気軌道が導入）。このときは、1番の湘南台駅から32番のあざみ野駅まで順に付番した。なお、「32」という数字はワールドカップ出場国と同じ数であることから、ワールドカップ開催期間中は駅ごとに応援する国を1か国ずつ決めて、大会を盛り上げていた。このとき導入された駅番号は数字だけからなるものであったが、グリーンライン開業時に英字の路線記号を併せて導入した。ブルーライン各駅にはBを付け、湘南台駅のB01からあざみ野駅のB32まで、グリーンライン各駅にはGを付け、中山駅のG01から日吉駅のG10まである。両線が重なるセンター南駅・センター北駅の2駅では、路線ごとに別の駅番号を付している。

### 路線愛称
横浜市営地下鉄では、4号線の開業に備え、路線愛称を検討するため「横浜市営地下鉄路線愛称検討部会」を設置し、2005年（平成17年）12月26日から2006年（平成18年）2月15日まで、1・3・4号線の路線愛称を一般公募した。その結果、同年6月15日に、1・3号線の愛称をブルーライン、4号線の愛称をグリーンラインとすることを決定した。この愛称は、2008年（平成20年）3月30日のグリーンライン開業時から使用しており、路線の名前と電車の車体や駅の案内表示などのカラーリングを揃えている。
グリーンライン開業後も、JR東日本を除く接続他社の駅の案内サインや接続路線での乗り換え案内では路線名称を使用せず、「横浜市営地下鉄（線）」を使用しているが、新横浜駅と中山駅で2路線ともに接続しているJR横浜線では、車内放送等で「横浜市営地下鉄ブルーライン」「横浜市営地下鉄グリーンライン」と案内されることが多く、2014年に導入されたE233系6000番台の自動放送でもそのように案内されている。2015年には、JR東海道線、横須賀線、湘南新宿ライン、京浜東北線でも、「横浜市営地下鉄線」から「横浜市営地下鉄ブルーライン」と、路線愛称も案内されるようになった。これは、2015年3月14日に行われたダイヤ改正に伴う放送などのROM更新によるものである。
一方、同じく横浜駅と日吉駅で2路線ともに接続している東急東横線では車内自動放送においては特に区別はされていない（なお、横浜市営地下鉄では、相模鉄道に横浜駅（本線）と湘南台駅（いずみ野線）で2路線ともに接続しているが特に区別せず、いずれも「相鉄線」と案内している）。

### 運転指令所
1972年（昭和47年）12月のブルーライン第1期開業時は、伊勢佐木長者町駅の信号扱所に運転指令所を仮設し、伊勢佐木長者町駅・上大岡駅に配置された司令員が駅扱いを行っていた。
1973年（昭和48年）3月の列車集中制御装置(CTC)の運用開始にともない、横浜市交通局が大通り公園沿いの万代町の土地を取得し、横浜市が横浜市教育文化センターを建設。1975年（昭和50年）5月に横浜市教育文化センター10階に万代町運転指令所（1988年に「万代町運輸指令所」に改称）・電力指令所、地下2階に万代町変電所を設置し、運用を開始した。
2002年（平成14年）には、新羽車両基地に運輸指令所と電気指令所を移転・統合した「総合指令所」を設置した。なお2008年（平成20年）3月のグリーンライン開業時には、総合指令所がブルーライン・グリーンラインを一括管理することとした。

## 車両
ブルーライン・グリーンラインともに標準軌の路線であるが、集電方法としてブルーラインは第三軌条方式、グリーンラインは架空電車線方式をそれぞれ採用しており、架線電圧・集電方法が異なるため同じ車両を営業運転することはない。また、各車とも車両形式は「形」となっているが読みは「けい」である。
ブルーラインで用いる車両は、異なる車両形式にまたがって車両番号が連番となっている。ブルーラインはすべて6両編成で、湘南台寄りが1号車、あざみ野寄りが6号車となっている。千の位が形式、百と十の位が編成番号、下1桁が号車を表す（例：3562の場合は3000形第56編成の2号車となる）。これは東葉高速鉄道1000形と同様である。
グリーンラインで用いる車両はすべて4両編成で、中山駅寄りを1号車、日吉駅寄りを4号車としている。ただし将来の需要増加を考慮し、車両番号は6両までの増結に対応できるようにしている。
ブルーライン用の車両は日本車輌製か東急車輛製か川崎車両（旧川崎重工業）製であり、グリーンライン用の車両は川崎重工（現川崎車両）製である。かつて用いられた1000形は、日本車輛製の他に、川崎重工製・アルナ工機製のものも存在した。
3000形までのブルーラインの車両の前面形状は営団6000系電車のように下部が出っ張る「くの字型」を採用している。ブルーラインのホームの乗車予定位置に引かれた青い帯は、1000・2000形が到着した時に車体のドア周りに塗られた縦の青い帯（ゼブラ塗装）と一体化するという凝ったものだった。
ブルーラインで用いている警笛の音色は横浜港の汽笛をイメージした、ソ・シ・レの和音からなる独特のものである。かつては列車が駅に進入する際には注意を促すために必ず警笛を鳴らしていたが、ホームドア導入後はその必要がなくなったため鳴らすのをやめている。なお、グリーンラインで用いている警笛はブルーラインとは異なるものである。

### 現有車両
ブルーライン
- 3000形（3000A形・3000N形・3000R形・3000S形・3000V形）
- 4000形
- B-Track（軌道検測車）

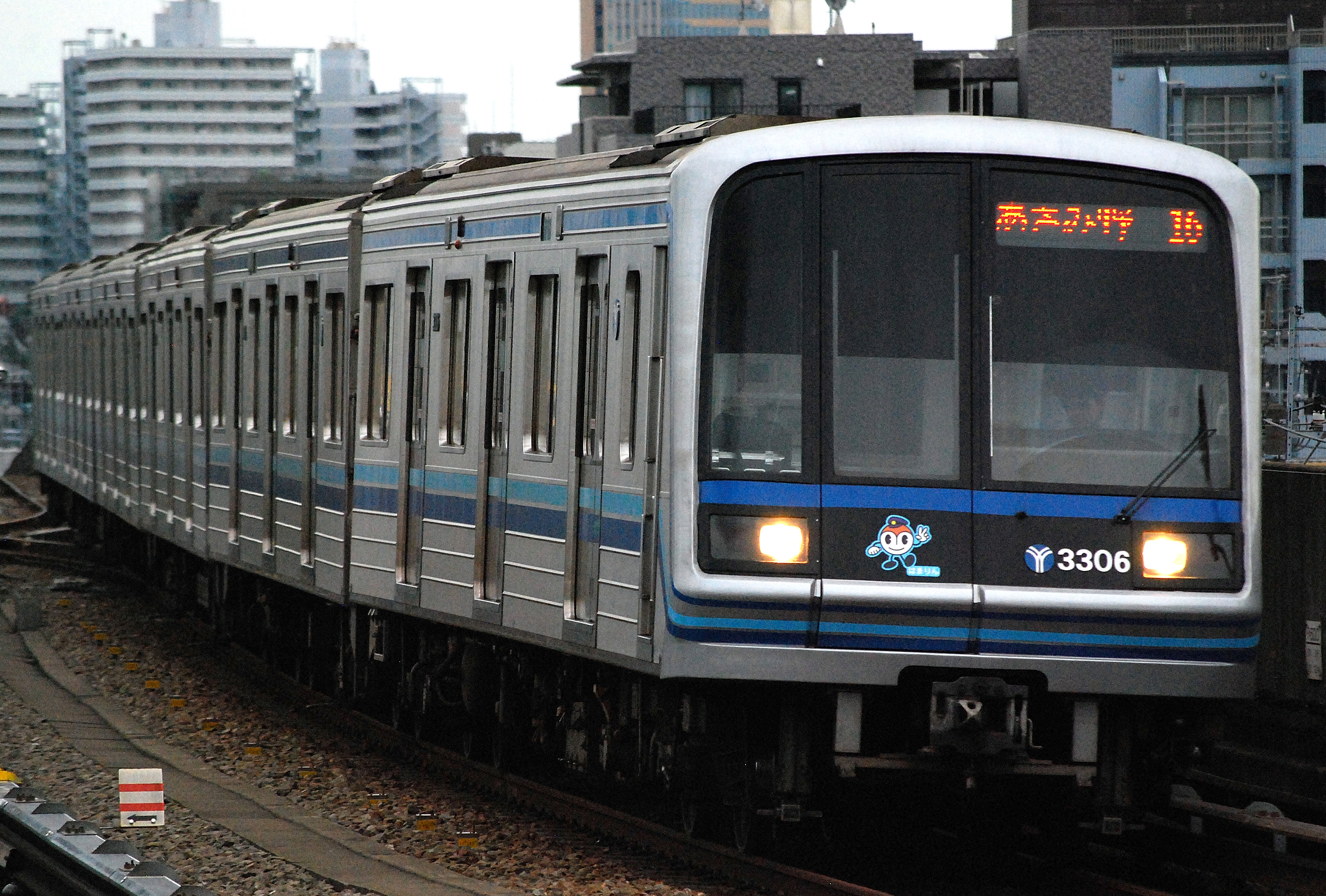
3000形1次車（3000A形）
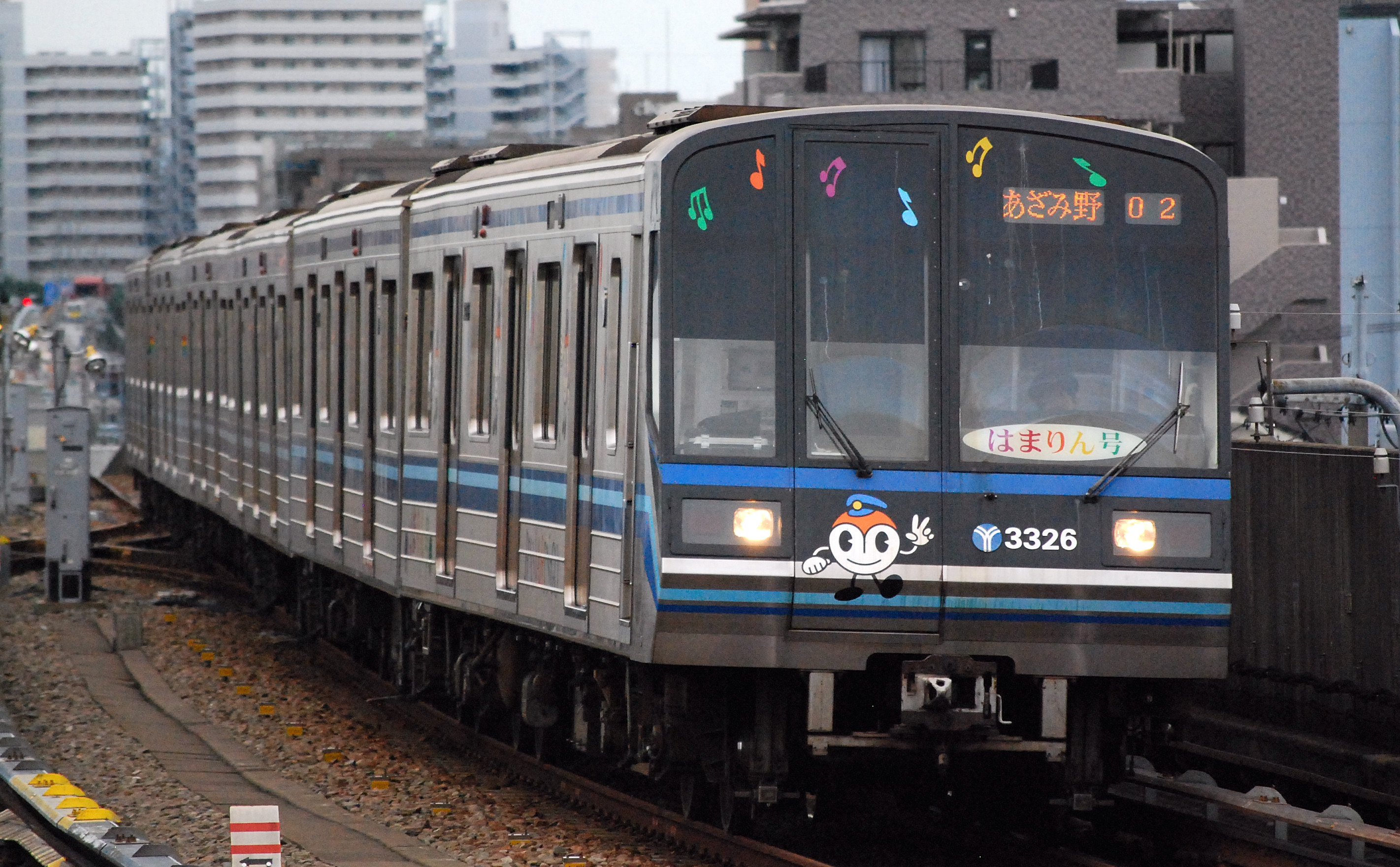
3000形2次車（3000N形）
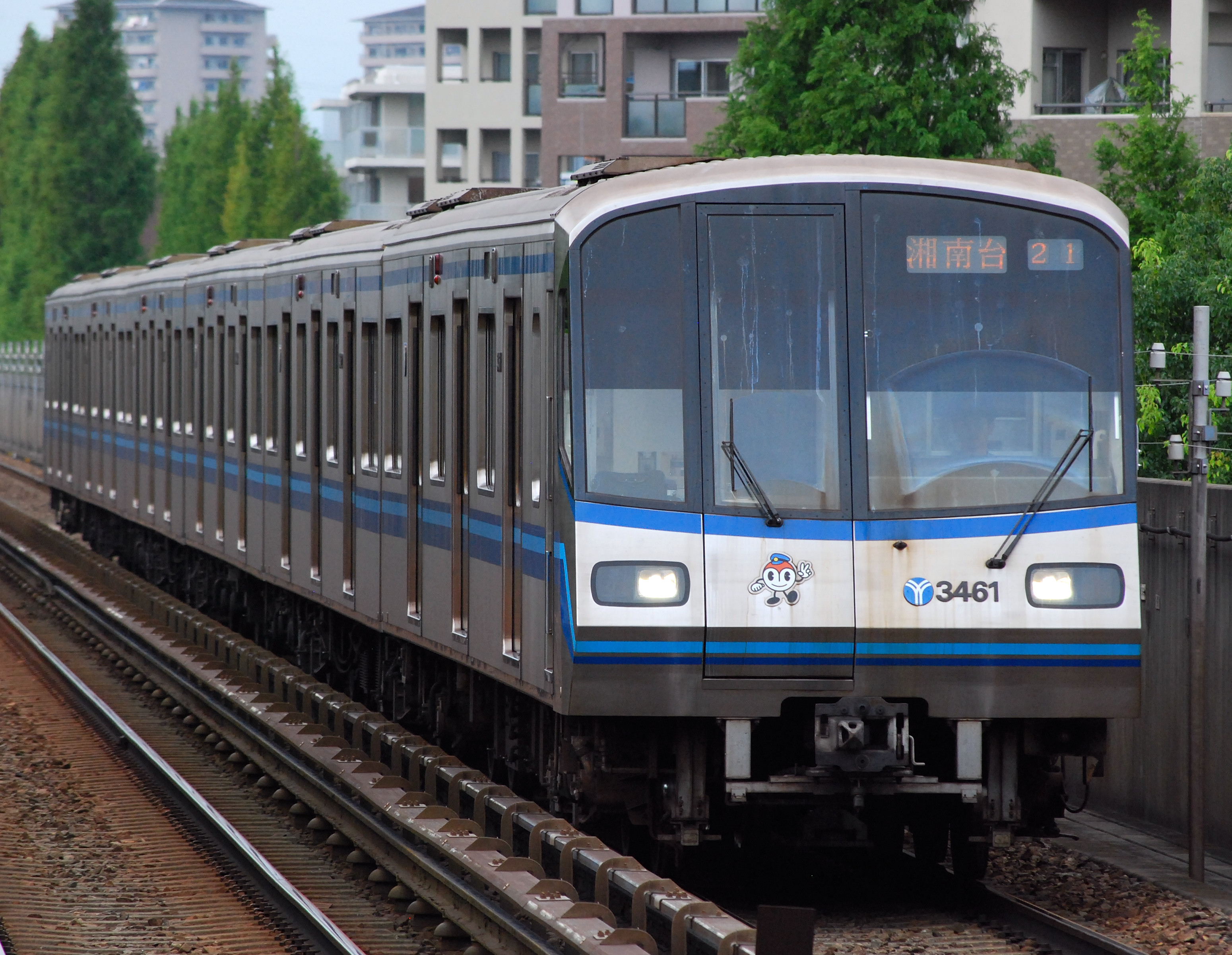
3000形3次車（3000R形）
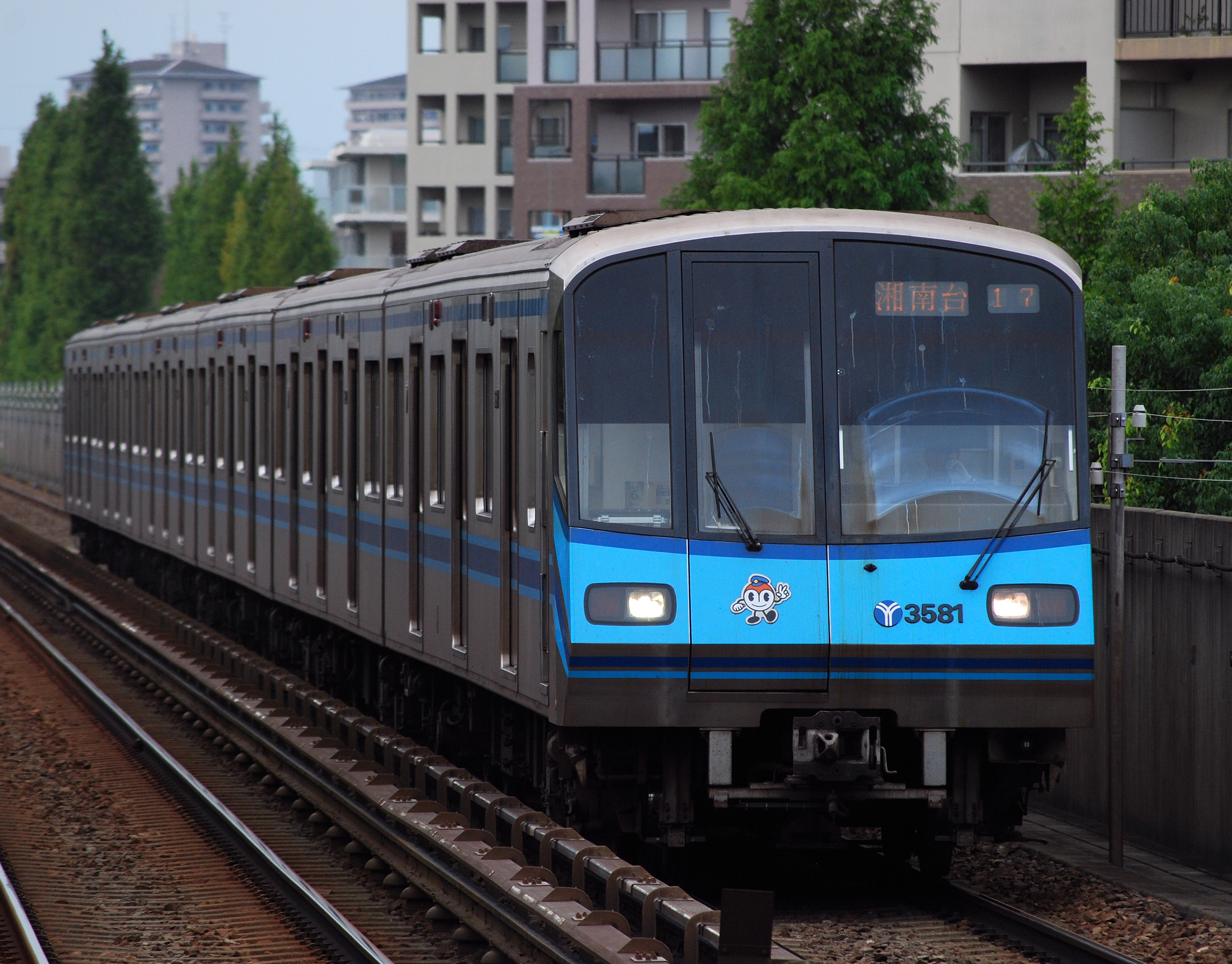
3000形4次車（3000S形）
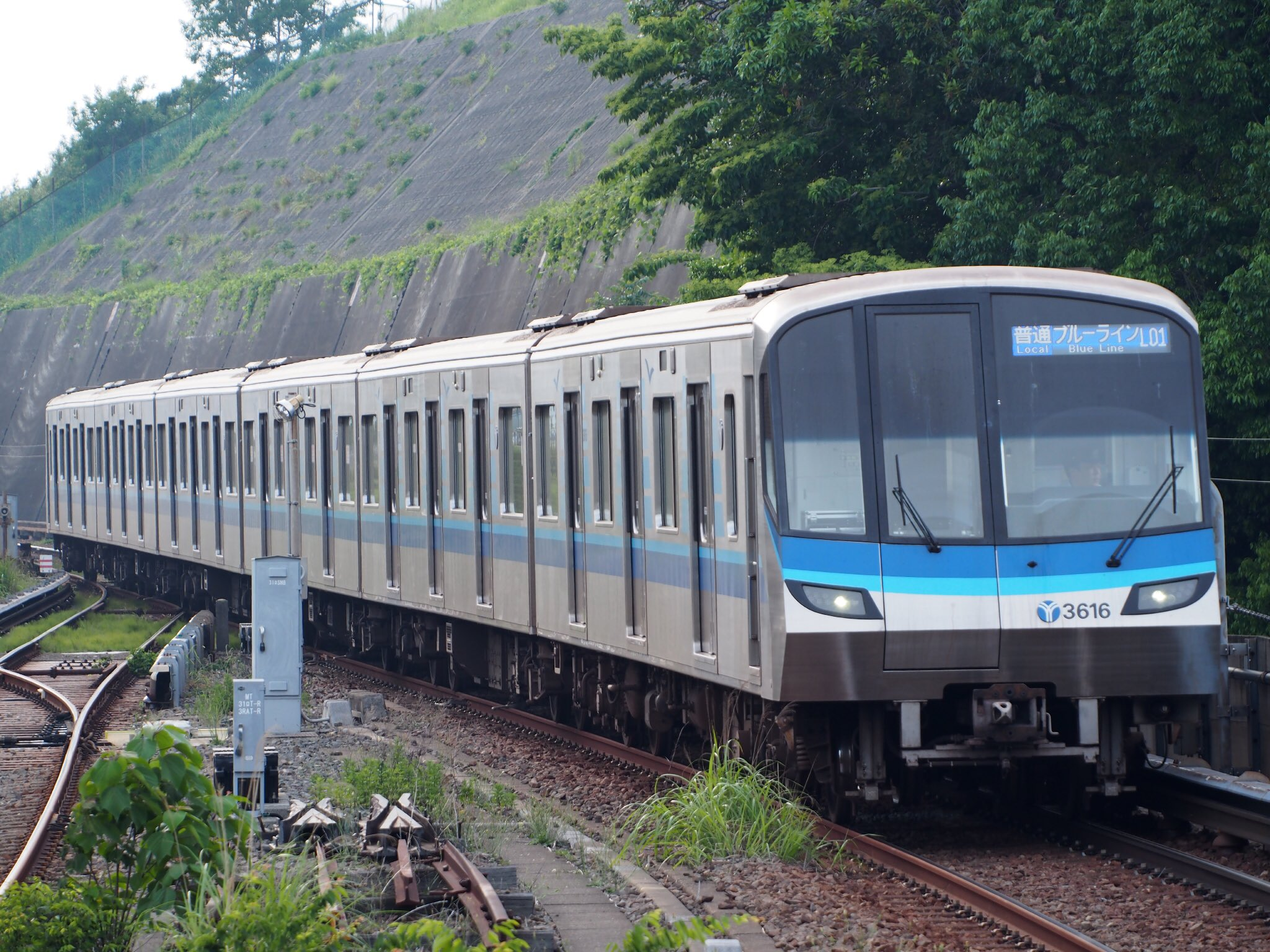
3000形5次車（3000V形）
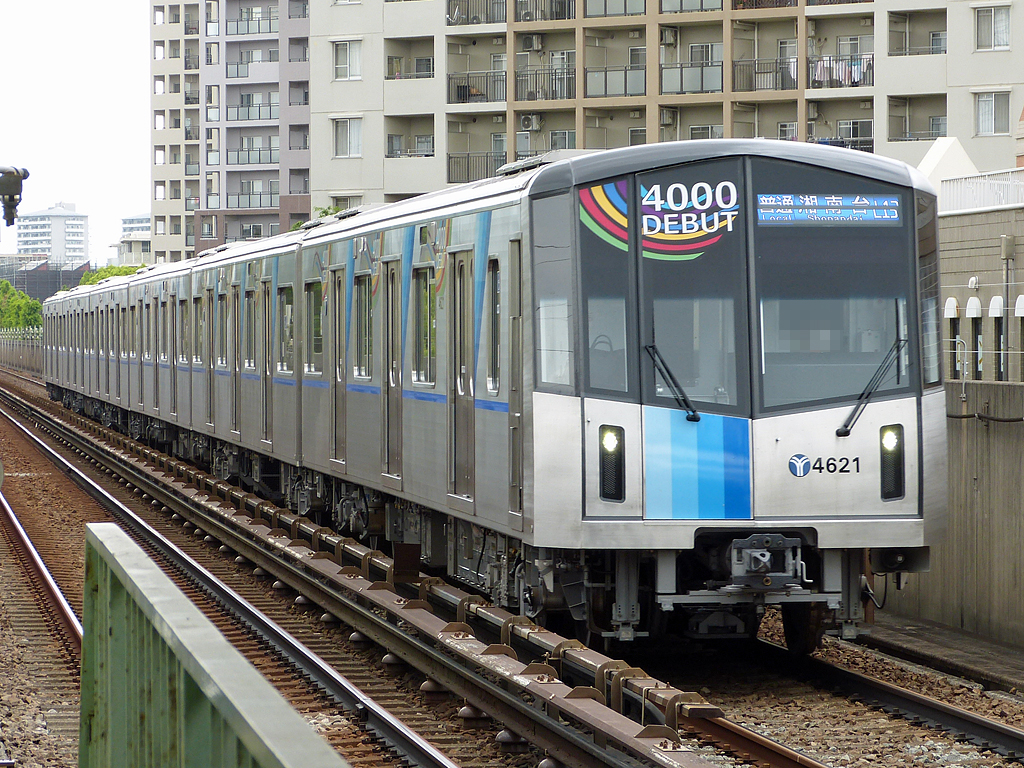
4000形

グリーンライン
- 10000形 - 開業時からの1次車に加え、2014年3月29日のダイヤ改正から2次車の営業運転を開始した。
- G-Track（軌道検測車）

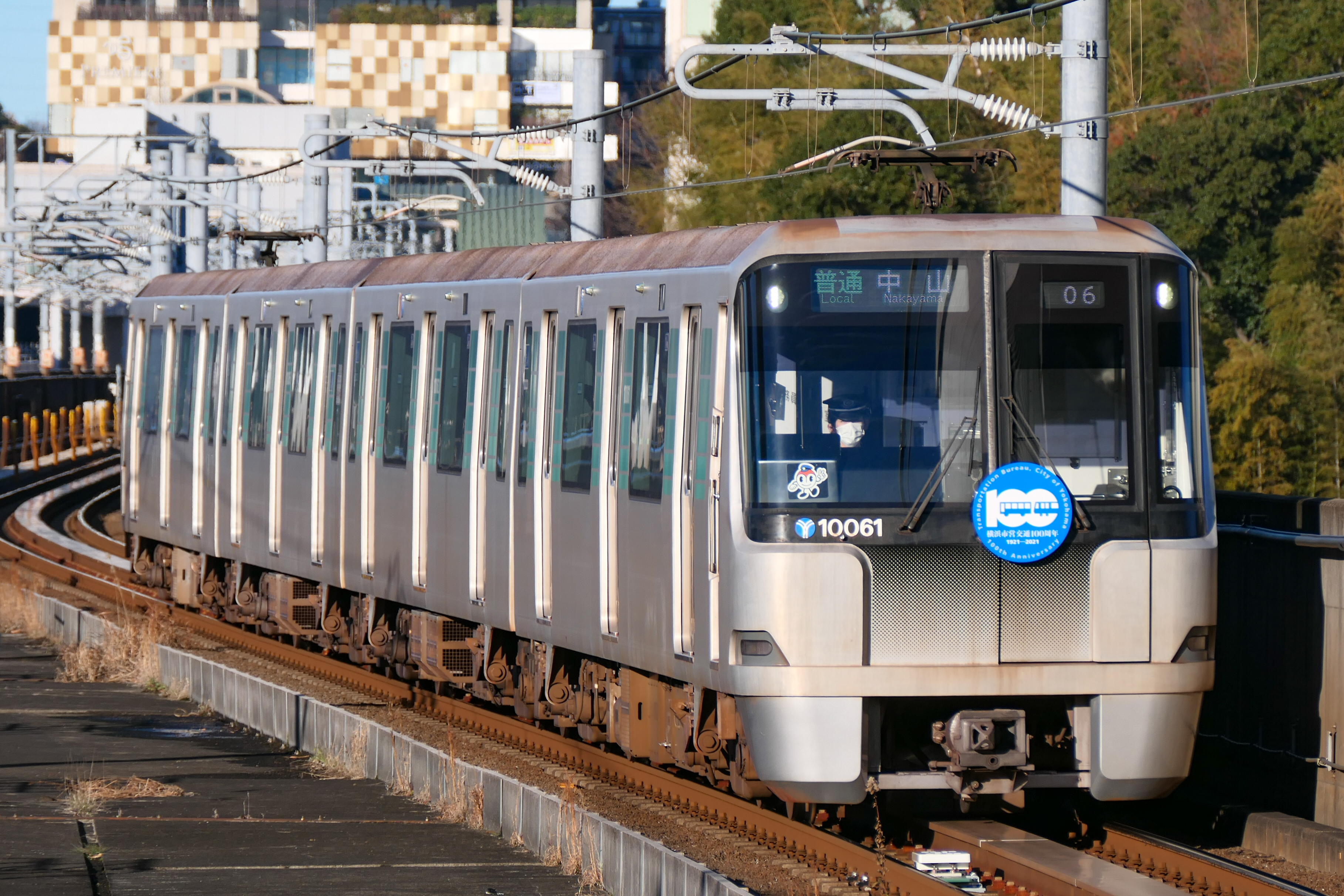
10000形

### 過去の車両
ブルーライン

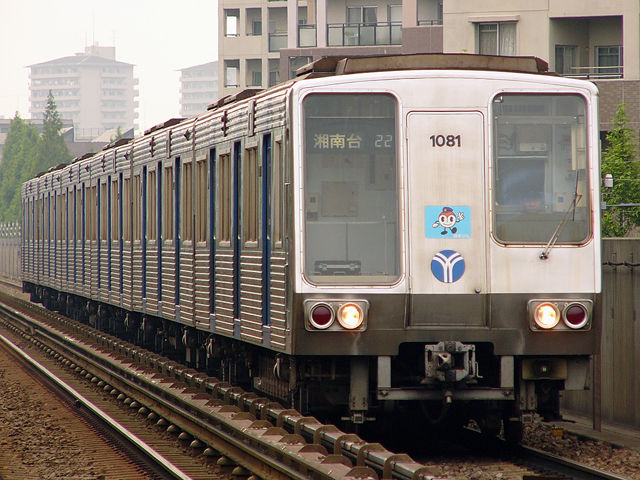
1000形
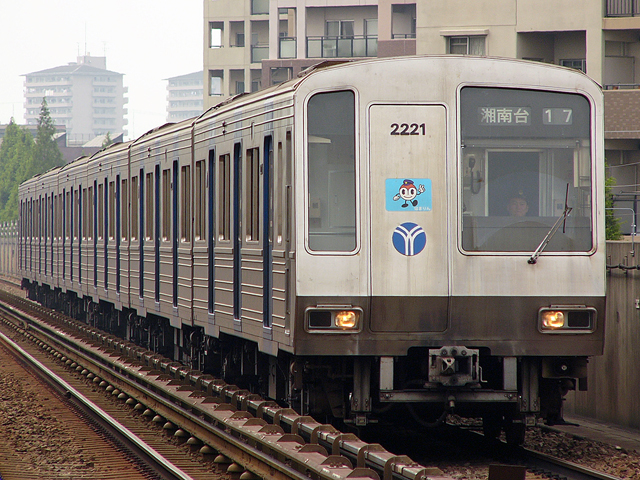
2000形

- 1000形
- 2000形

## デザイン
1969年（昭和44年）11月に高速鉄道建設技術協議会第二小委員会（通称、デザイン委員会）が設置され、河合正一（委員長、横浜国立大学教授）をはじめ、デザイナーの柳宗理（柳工業デザイン研究所）・粟津潔（粟津デザイン研究所）・榮久庵憲司（GKデザイン研究所）・吉原慎一郎（創和建築設計事務所）らにより、新鮮で洗練されたデザインポリシーが作られた。デザイン性の高い実用的なストリートファニチュア（椅子・水飲み場などの設備）も設置した。これら著名なデザイナーたちのコラボレーションにより、特にブルーライン第1期・第2期開業駅は、駅出入口から車両に至るまで非常に意匠性に富んだものに仕上がっており、日本のインダストリアルデザイン界では有名な存在となっている。
なおグリーンラインについてはブルーラインとは趣が異なり、ブルーラインのデザインを踏襲しつつも「公共交通機関の車両等に関する移動等円滑化整備ガイドライン」（平成13年8月版、国土交通省）・カラーユニバーサルデザインを採用しており、各駅にステーションカラーにDICカラーガイドの日本の伝統色を採用している。

### シンボルマーク

横浜市高速鉄道の章標（昭和46年3月30日 交通局告示第12号）

シンボルマークは一般公募され、1971年（昭和46年）3月30日 に横浜市中区在住の男性が考案したデザインを採用し、制定した。
横浜市のイニシャルのYを流線型に重ねることで地下鉄の線路を表現するとともに、明るい青（ビビッドブルー）で港都横浜を象徴させたものとなっている。

### ストリートファニチュア
蒔田駅や弘明寺駅などに設置している美しい曲面のステンレス製水飲器や、「く」の字の背もたれサポーター、ステンレスフェイスの自動券売機（現在は撤去されている）やカプセル式の売店「キオスクボックス」などは、柳宗理により独創的かつ機能的なデザインに仕上げられている。

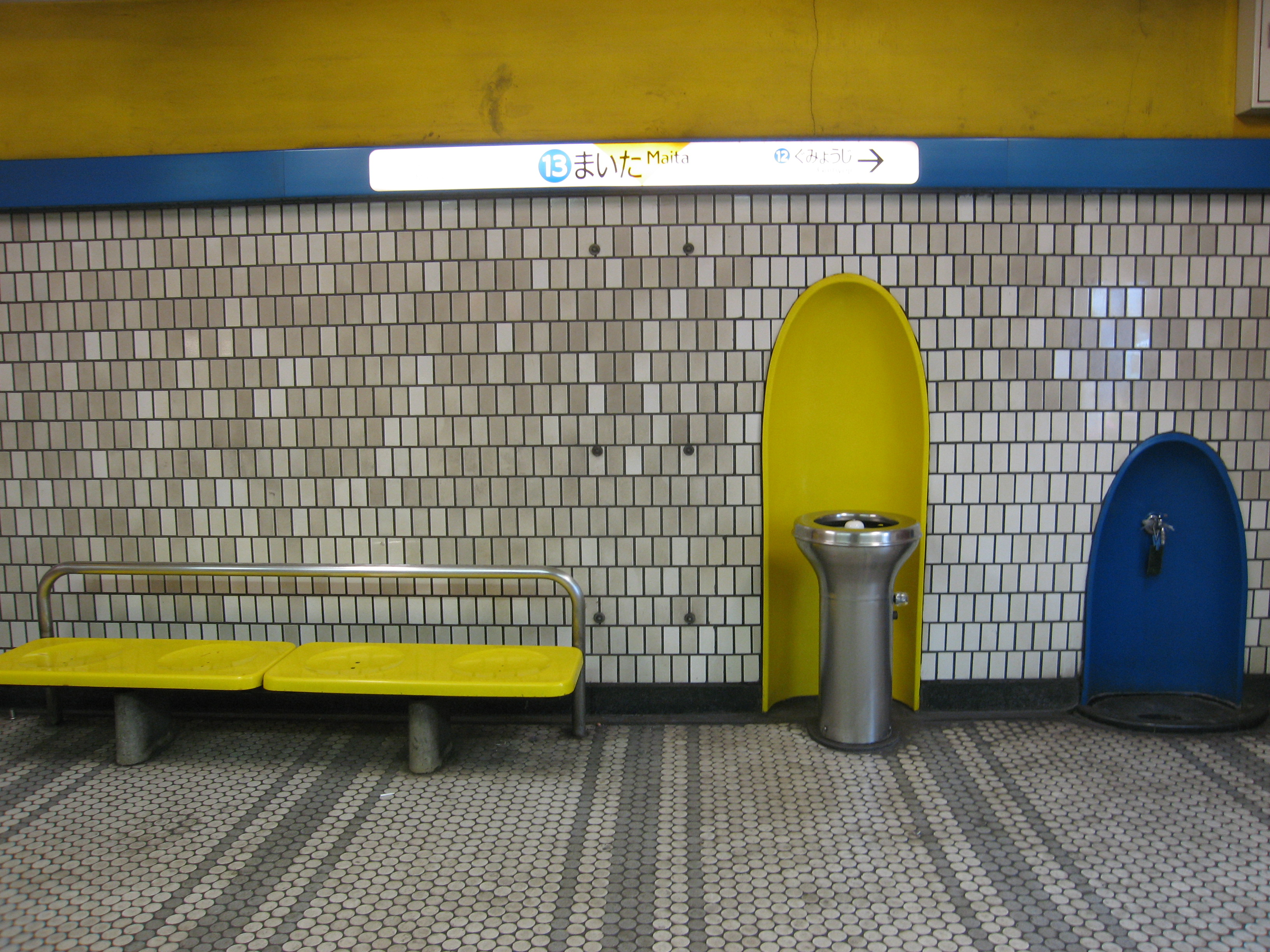
蒔田駅のベンチと水飲み場
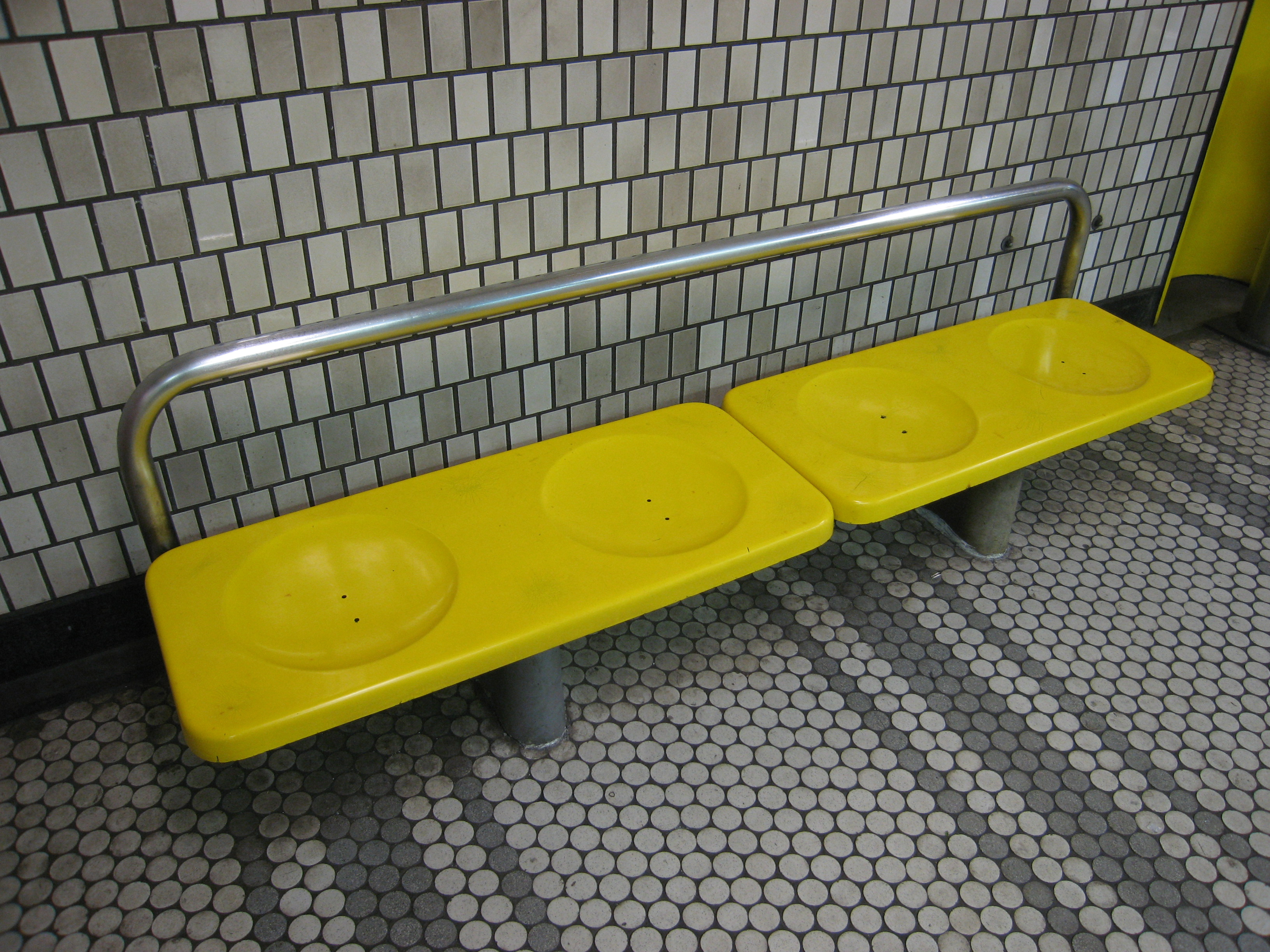
ベンチ：柳宗理デザイン
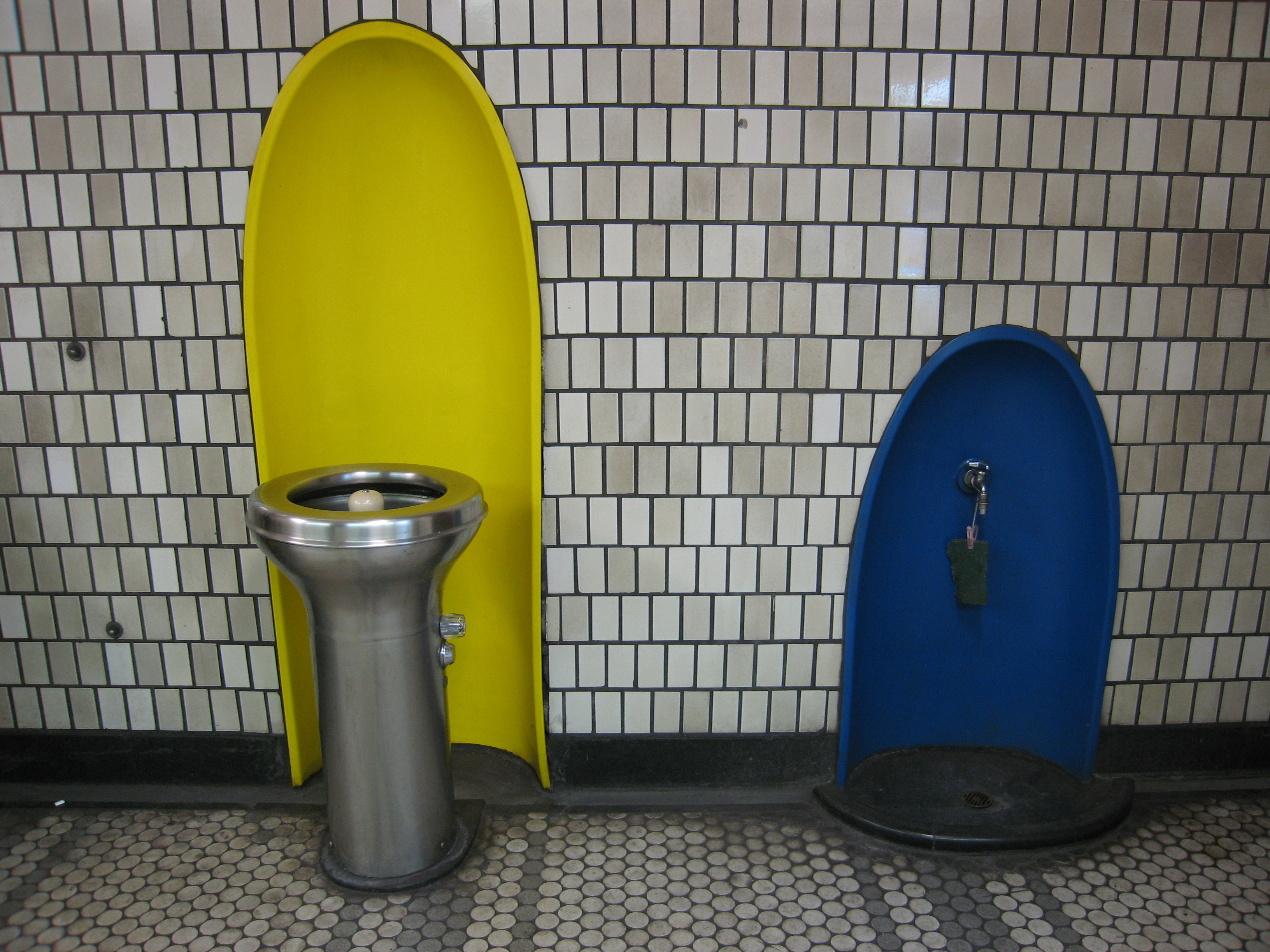
水飲器と水汲み場：柳宗理デザイン
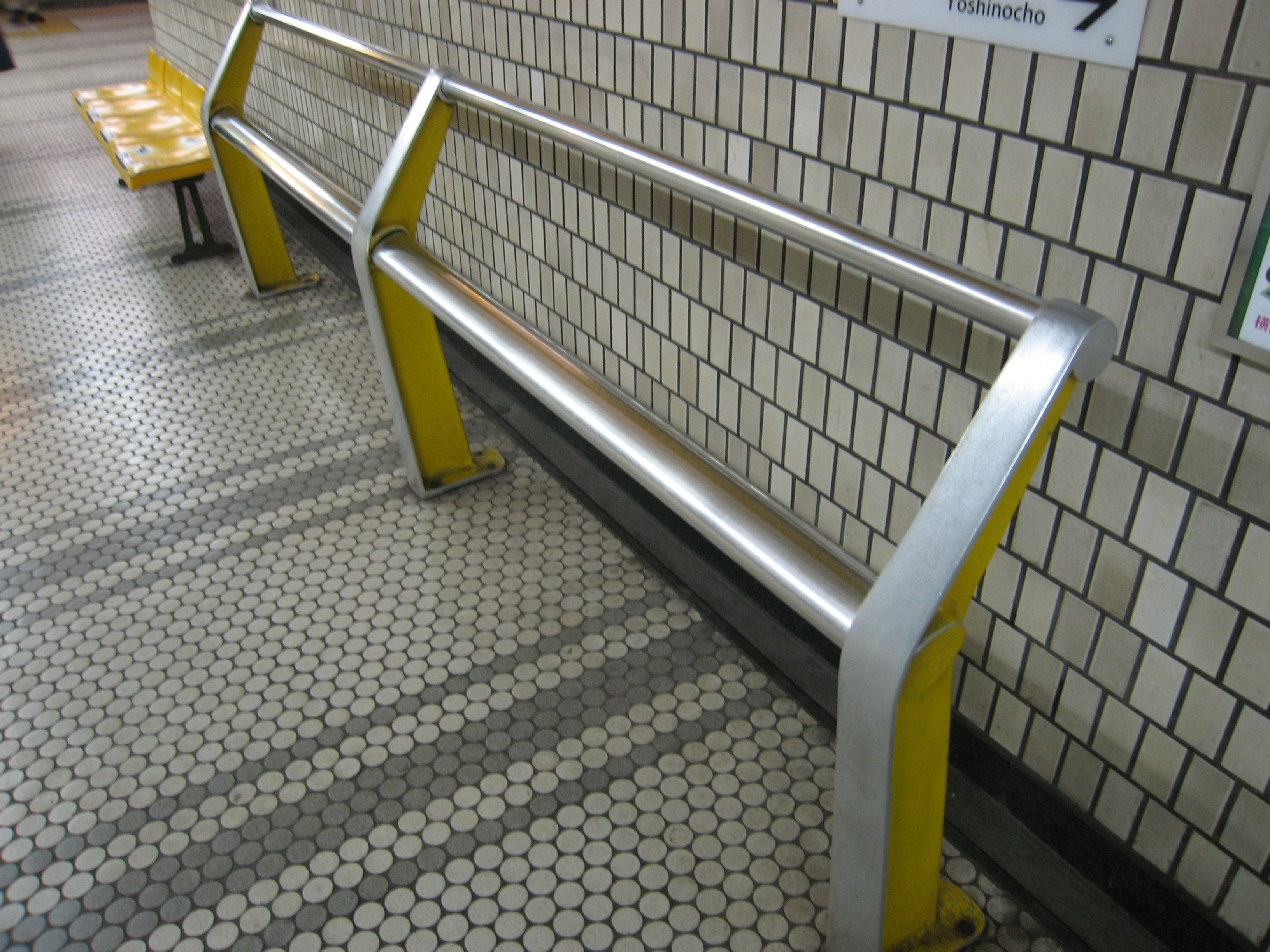
背もたれサポーター：柳宗理デザイン

### パブリックアート
ブルーラインでは親しまれる駅づくりの一環として、22駅にパブリックアートを設置している。

伊勢佐木長者町駅に設置されているモザイクアート 横浜駅のものとは色使いが異なる
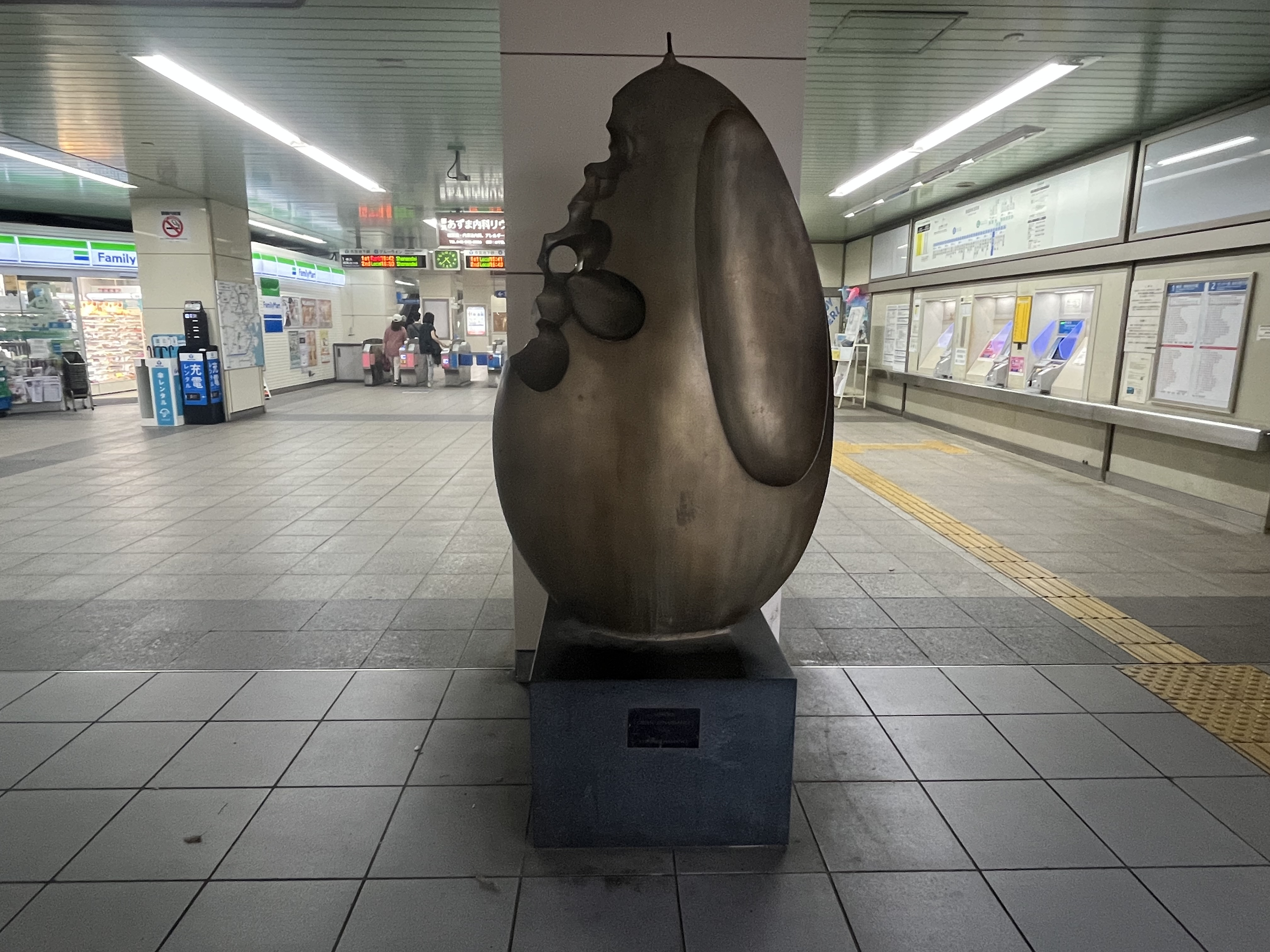
仲町台駅に設置されている銅像
立場駅に設置されているレリーフ

### サインシステム
案内標識などのサインシステムは第1期開業の前年の1971年（昭和46年）に制定されたもので、日本の鉄道事業者では営団地下鉄の事例が有名であるが、日本初の導入は横浜市営地下鉄である。色彩計画は粟津潔が、サインシステムはGKインダストリアルデザイン研究所の金子修也が担当した。なおこのサインシステムは1976年（昭和51年）の第2期開業時・1989年（平成元年）・2008年（平成20年）のグリーンライン開業時に大幅改定されており、その他にも1985年（昭和60年）の第3期開業時・2013年（平成25年）にも改訂が行われている。特に第1期開通当初は1号線のアクセントカラーである黄色が多用されていたため、現在の印象とは大きく異なる。
ただ、ブルーラインでは開業当時の古いサインと新しいサインが併用されていたり、駅の開業時期・改装時期によって異なるサインが設置されているなど、現在はブルーライン全体で新旧のサインが混在しており、完全に統一されていない現状である。
- サインの種類 - ボックスサイン（シンボルマーク）・ゲートサイン（駅名）・リニアサイン（のりば案内）
- オフィシャルカラー -    コバルトブルー[注釈 18]（ロゴマーク・リニアサイン・ボーダーサインなど）[42]
- 色彩 - 白色からグレーまでの無彩色4種類を、サイン性を持たない部分で使用[42]
- アクセントカラー → ラインカラー[40][42][43]
  - 1号線 -    クリームイエロー[注釈 19] →    コバルトブルー
  - 2号線 -    ターコイズブルー[注釈 20] → 廃止
  - 3号線 -    赤橙[注釈 21] →    コバルトブルー
  - 4号線 -    エメラルドグリーン[注釈 22]
- 色 - 駅名標・番線表示はアクセントカラー（Vivid Reddish Yellow）に白文字、その他は白地に黒文字（第4期開業駅まで） → 乗車系は   マリンブルー[注釈 23]に白文字、降車系は   黄色に黒文字、その他は   白地（JIS慣用色名：ホワイト[注釈 24]）に黒文字[42]
- フォント - 見出ゴMB31（英字：Univers 85）（第4期開業駅まで） [44] → ナウ（英字：Corinthian）[42] → TBゴシック（英字：Myriad）
- リニアサインの配置 - 旅客導線に平行して配置（第3期開業駅まで） → 要所のみリニアサインを対面配置（第5期開業駅まで）[44] → リニアサインを廃止（第6期開業駅以降）[42]
- 標識の高さ - 最大24cm → 最大55cm[42]
- 運賃表 - 駅ごとに運賃を記載 → 運賃ブロックごとに記載（第5期開業以降） → 駅名を縦書き化（第6期開業以降）[42]
- 案内図・時刻表 - デザインを大幅に変更[42]
- 広告 - サインが商業広告の中に埋もれないように「横浜市高速鉄道施設に設置する商業広告の設置基準書」を作成し、広告の設置場所・基準を統一[42]。

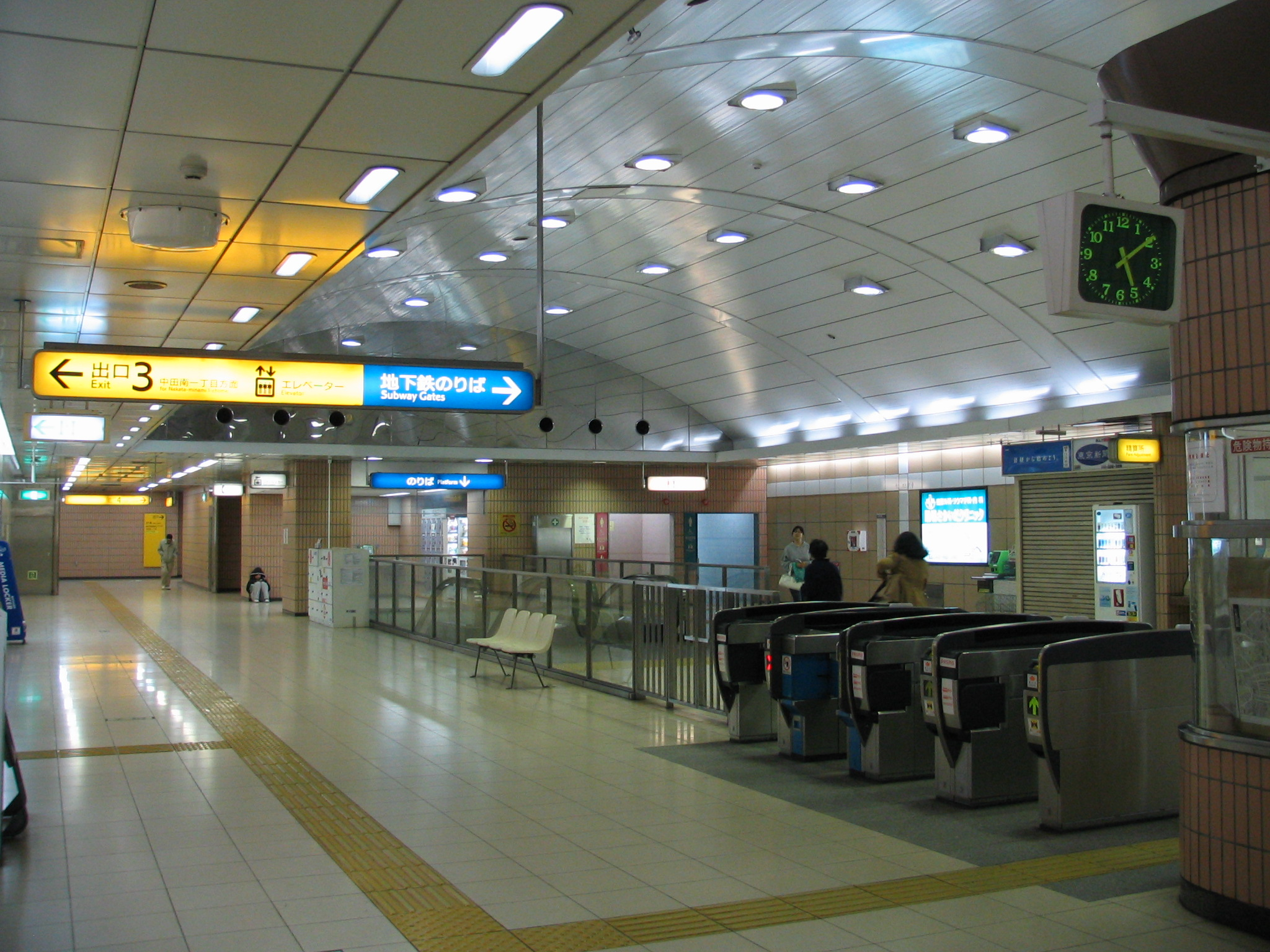
降車系・乗車系案内標識の使用例（ブルーライン 2007年11月撮影）
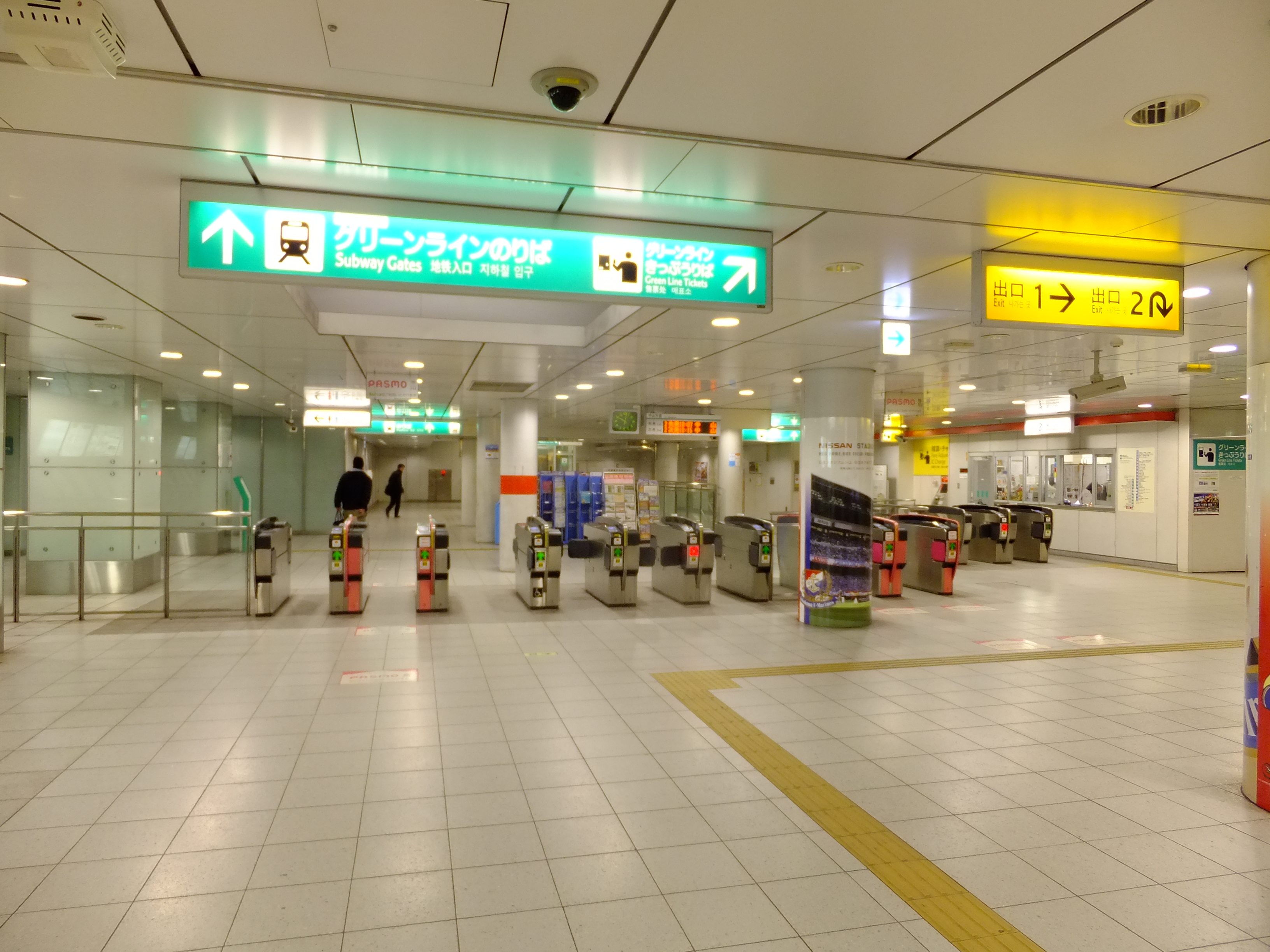
降車系・乗車系案内標識の使用例（グリーンライン 2015年2月撮影）
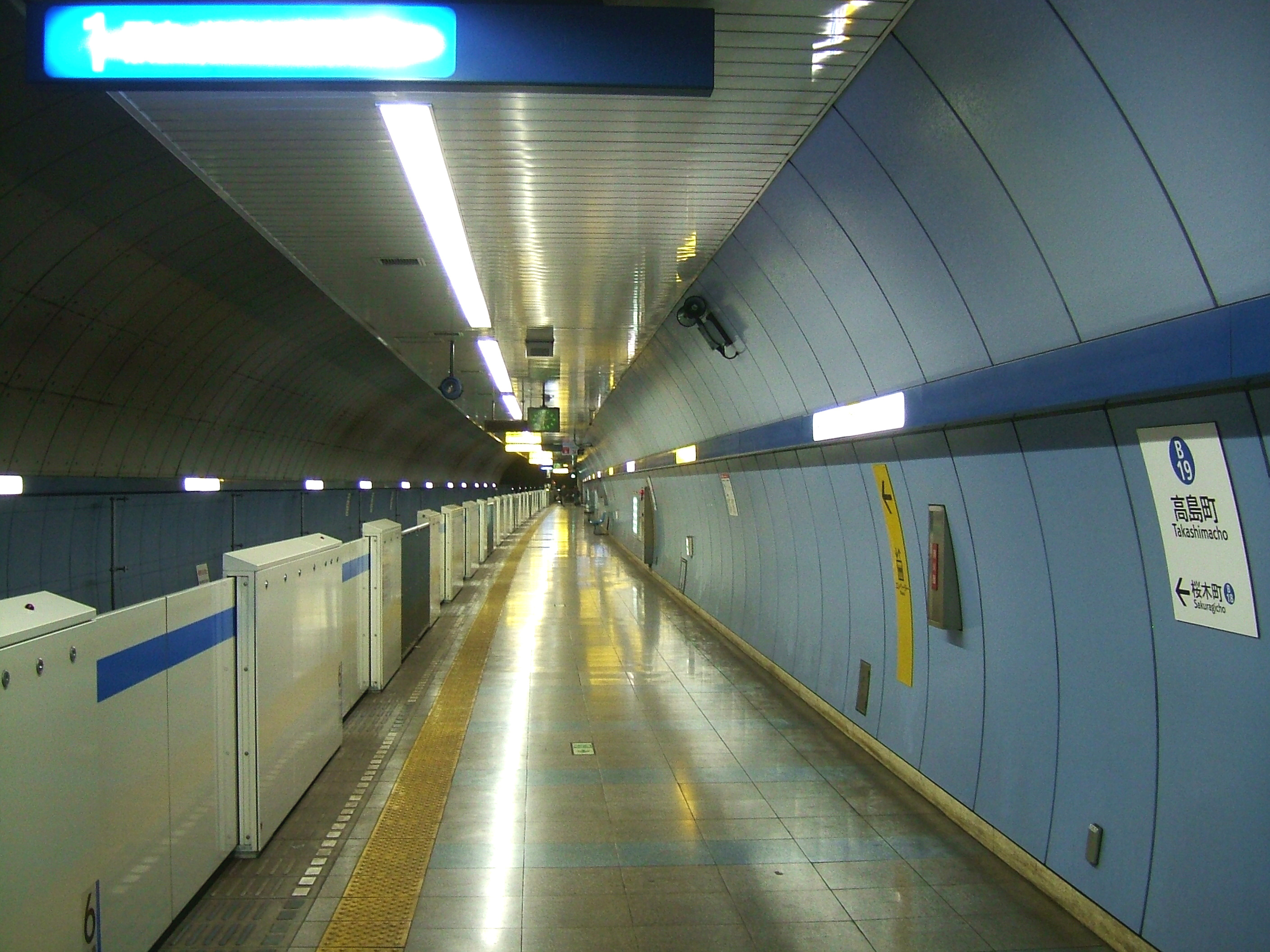
リニアサイン（壁面の青い帯状のもの）と、対面方向に設置されたリニアサイン（左上）
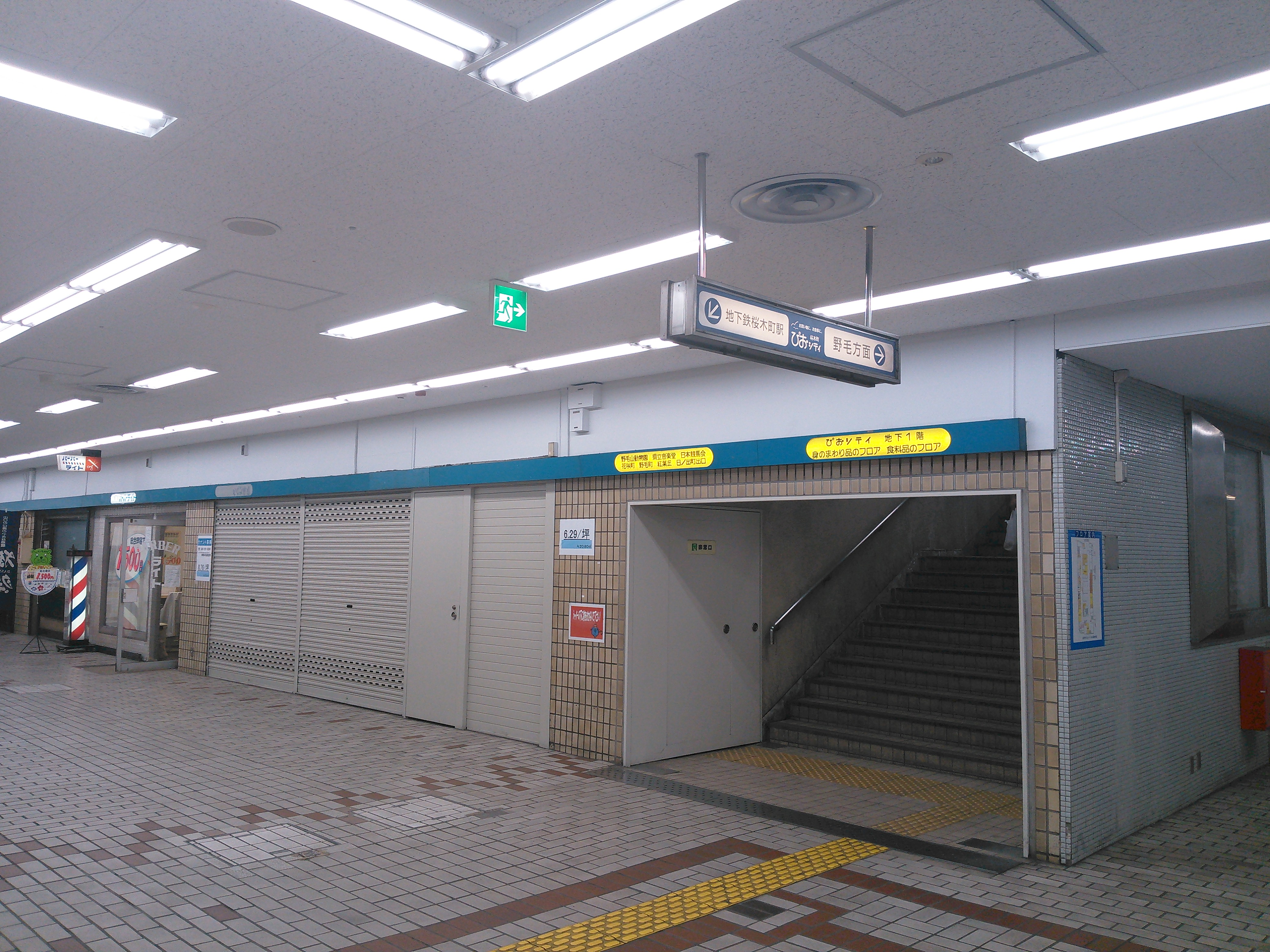
開業当時のリニアサインを模したぴおシティの案内標識
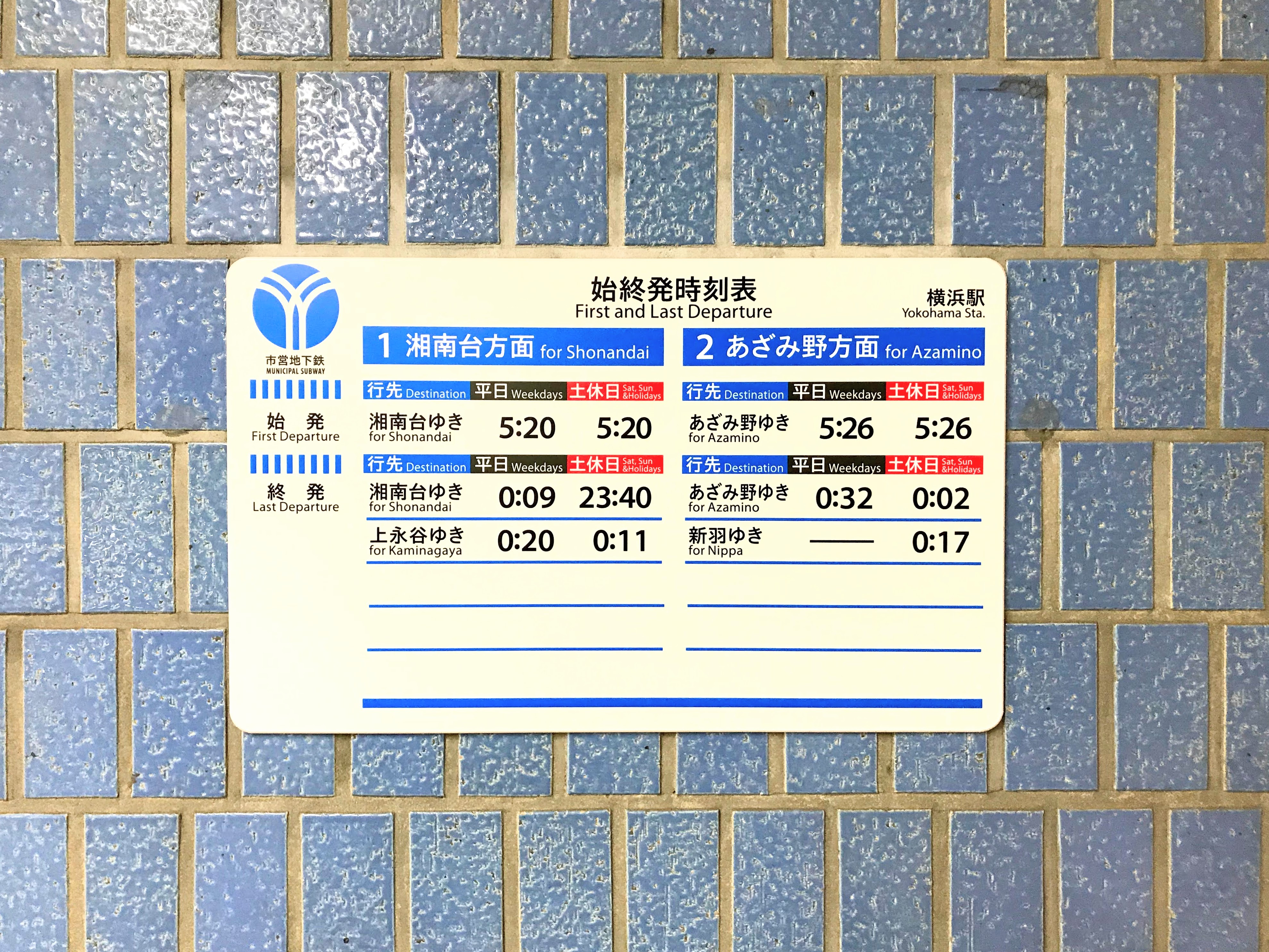
各駅の主要な入口に設置されている終始発時刻表

## 運賃
大人普通旅客運賃（小児半額・ICカードの場合は1円未満切り捨て、切符購入の場合は10円未満切り上げ）。2019年（平成25年）10月1日改定、同日現在。
| キロ程     | 運賃（円） | 運賃（円） |
| キロ程     | ICカード   | 切符購入   |
| ---------- | ---------- | ---------- |
| 初乗り3 km | 210        | 210        |
| 4 - 7      | 242        | 250        |
| 8 - 11     | 272        | 280        |
| 12 - 15    | 304        | 310        |
| 16 - 19    | 335        | 340        |
| 20 - 23    | 367        | 370        |
| 24 - 27    | 398        | 400        |
| 28 - 31    | 430        | 430        |
| 32 - 35    | 462        | 470        |
| 36 - 39    | 492        | 500        |
| 40 - 43    | 524        | 530        |
| 44 - 45    | 555        | 560        |

### 乗車券
一日乗車券
「地下鉄一日乗車券」（大人740円）、「バス・地下鉄共通一日乗車券」（大人830円）や「みなとぶらりチケット」を発売している（ともに子供は半額、10円未満は切り上げ）。
回数券
金額式を採用しており、同じ運賃の区間であれば区間が異なっても利用できる。平日昼間・土曜・休日に利用できる昼間割引回数券（2014年6月1日の運賃改定まで土曜・休日は利用できなかった）、土曜や休日のみ利用できる土休日割引回数券、通信制の学生を対象にし一部駅の事務室で販売する通学割引回数券がある（詳しくは「横浜市交通局 地下鉄回数券」を参照）。なお、全日・全時間帯で利用可能な普通回数券は2022年3月31日をもって発売を終了した。
「こども どこでも 110円」
夏休みなどには小児運賃全区間110円キャンペーンを実施しており、小児運賃が全区間で110円になる。この場合、乗客は乗車駅で110円の乗車券を購入し、自動改札から入り、下車した駅で乗車券を係員に渡す（大体は箱、袋に入れる）。なお元々110円区間では通常通りそのまま自動改札に入れてもよい。なお、もともと110円の区間はSuicaやPASMOなどのIC乗車券を使った方が105円と安いため、ポスターでもその旨を伝えている
なお、2014年4月1日からの消費税増税による同年6月1日からの値上げ以前は100円であった。
プリペイドカードとしてマリンカードを販売していたが、PASMOの普及に伴い、2008年（平成20年）2月21日の終電をもって販売を終了し、2010年8月1日以降は有人改札口で払い戻しのみの取り扱いとし、2015年7月31日をもって扱いを終了した。なおパスネットについては2015年3月31日まで、自動精算機（センター北駅-センター南駅間を除きグリーンライン各駅では使用することができない）窓口精算および払戻しを引続き取り扱っていたが、2015年4月1日以降は払い戻しのみの取り扱いとなり、これも2018年1月31日に終了した。2013年3月23日からIC乗車カード全国相互利用サービスも実施されている。

## 経営状況
横浜市営地下鉄は、2002年（平成14年）度に、開業以来初の営業利益として7億3200万円を計上した。その後、営業利益は、2003年（平成15年）度に21億1400万円、2004年（平成16年）度に34億1500万円となっており、2006年（平成18年）度が前年比で減益となったものの、おおむね増加基調を維持している。これは、地下鉄の開通で人口が増加した港北ニュータウンや新横浜といった横浜市北部や、市域南西部では長後街道（横浜伊勢原線）に沿って戸塚区や泉区で着実に人口が増加していることが、主な要因として挙げられる。
経常損益についても2009年（平成21年）度には1億3300万円の25年ぶりの黒字となり、2000年（平成12年）度の181億8000万円の赤字から大幅に改善してきている。これは人件費や運営業態の見直し、政府系資金の補償金免除繰上償還 制度の活用などによる利息の低減が奏功した結果となっている。2003年（平成15年）に「市営交通事業あり方検討委員会」が行った答申は厳しいものとされたが、これを着実に実行して経営改善に活かした。2009年（平成21年）度決算での収支状況は、営業損益が61億3400万円の黒字、経常損益は1億3300万円の黒字となっている。
横浜市営地下鉄では、経営改善のため一般財団法人横浜市交通局協力会や横浜交通開発株式会社を設立し、駅地上部で駐輪場・駐車場・貸店舗などを行っている。また駅内では、横浜市交通局協力会により駅構内でファミリーマートを11店舗（通称はまりんコンビニ）を展開。その他にもQBハウス・ドコモショップ・ドトールコーヒーショップ・保育園などを設置しており、駅ナカビジネスも展開している。さらに、駅業務を2004年（平成16年）12月から京王設備サービスに委託、2006年（平成18年）度からは横浜市交通局協力会にも委託し、ワンマン運転を2007年（平成19年）12月から実施するなど、事業見直しにより経営状況の改善に努めている。

### 企業債
横浜市営地下鉄では、建設資金とした企業債の残高が、2009年（平成21年）度で4961億円となっており、2007年（平成19年）度の5242億円をピークに減少してきている。

### 経営改革と増収施策
今後は企業債目標年度設定とスケジュール化を行い、毎期にその検証を行っていくことが必要とされている。経営効率の極大化を目指した人件費の見直し、乗車率の増加に向けた沿線地域との連携、沿線人口の増加に向けた他部門や民間との連携、他社鉄道線との駅連絡口の一体化、乗用車と連動したパークアンドライドの確立、早急な都市計画道路の整備などを積極的に推進する施策が求められている。

### 地域社会と地下鉄
ブルーラインは、戸塚エリア、上大岡エリア、伊勢佐木町エリア、関内エリア、桜木町・みなとみらい、横浜駅周辺、新横浜エリア、港北ニュータウン、田園都市エリアを接続する唯一の市域縦断交通であり、横浜都心や関内の既存市街地から各副都心やニュータウンまで接続させることで、市域一体化を促進した功績は高く評価される。
グリーンラインも、港北ニュータウンを軸に東急東横線・目黒線日吉駅とJR横浜線中山駅を結ぶ。これにより東急田園都市線やJR横浜線の混雑が緩和されることや、港北ニュータウンのさらなる人口増加が期待されており、地域幹線街路の整備も含めた基盤整備を行い、さらに商業施設を誘導するなど、集客性を高める必要がある。一方で、横浜市域外郭の郊外は鉄道網から外れた地域も多く、今後の横浜環状鉄道の延伸への要望も強い。グリーンラインは鶴見より元町・中華街まで結ぶ計画であり、そのため、横浜市中期政策で構想された旭区、戸塚区、港南区や鶴見区への延伸に向けた財源を確保することが今後の課題とされている。

## その他
- 改札口が複数ある駅（新横浜・三ツ沢下町・横浜・関内・上大岡）については、2006年（平成18年）度から、利用者にわかりやすくするため、各改札口に愛称を付けている（例：関内駅の「横浜スタジアム改札口」、新横浜駅の「JR連絡改札口」）。
- 2012年（平成24年）度より全駅でMzone、フレッツ・スポット、docomo Wi-Fiといった公衆無線LANが利用可能となる。
- トンネル内でも携帯電話・スマートフォンの電波が届くように整備した。
- 2019年3月1日に市営地下鉄全駅の改札口に運行状況・横浜市内の天候状況（緊急時のNHK放送は横浜駅・桜木町駅のみ）「多目的デジタル案内板」の設置したことを公表している[報道 6]。